# Kathedrale von Saint-Denis

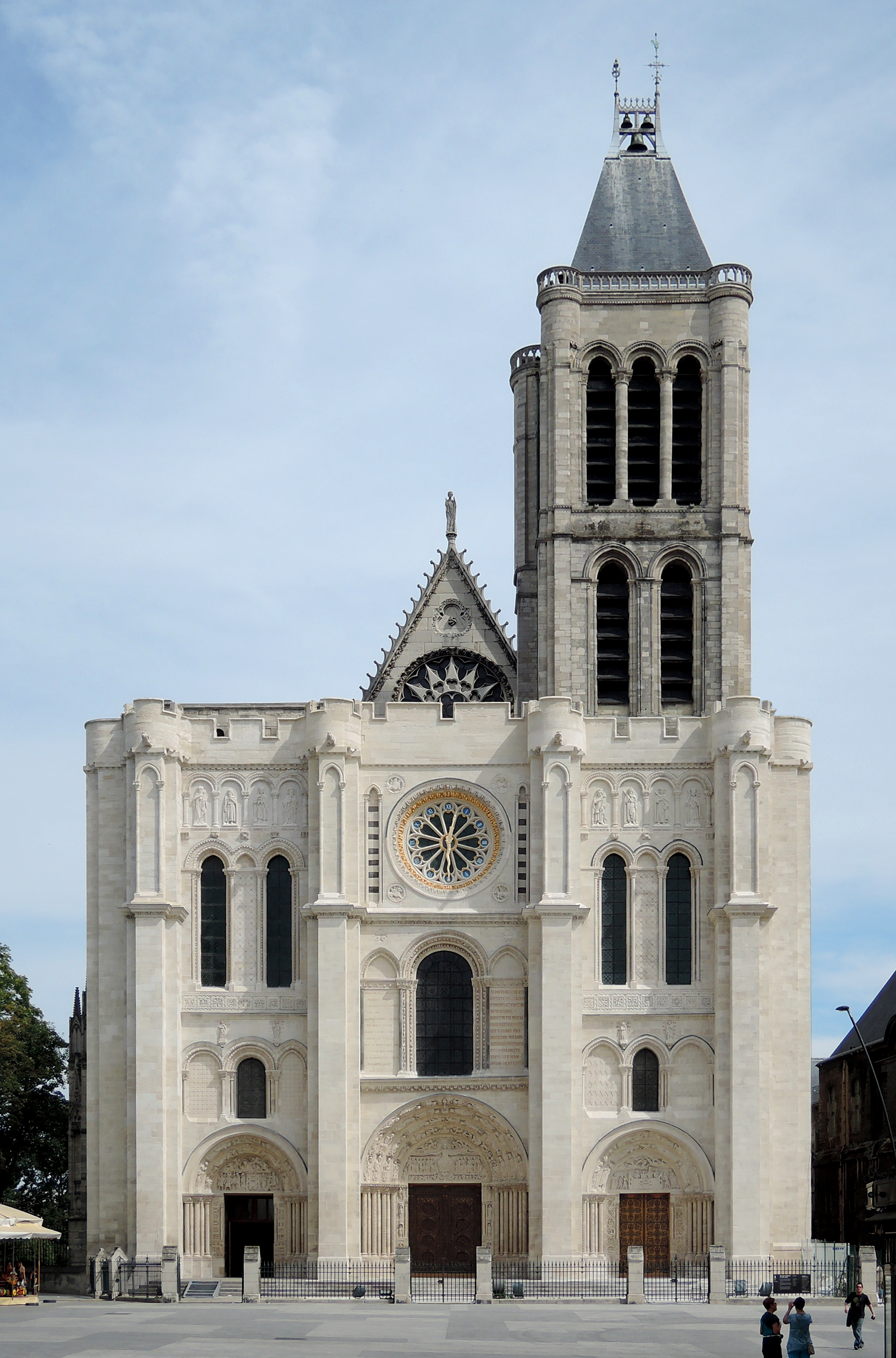
Westfassade mit Dreiportalanlage

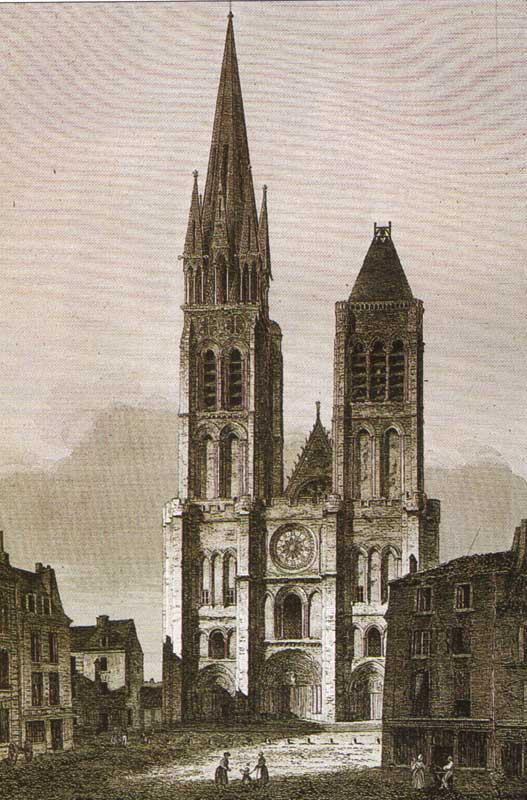
Westfassade vor der Abtragung des beschädigten Nordturms 1844/45

Die Kathedrale von Saint-Denis (französisch Basilique cathédrale Saint-Denis) ist eine ehemalige Abteikirche in der Stadt Saint-Denis nördlich von Paris.
Sie gilt kunsthistorisch als einer der Gründungsbauten der Gotik, da in dem 1140 unter Abt Suger begonnenen Umgangschor die ersten spitzbogigen Kreuzrippengewölbe ausgeführt wurden. Fast 80 Jahre später bot sie erneut eine Innovation: ab 1231 wurden unter Erhaltung von Wänden, Arkaden und Gewölben des Chorumgangs Chor und Langhaus erneuert. Um 1200 hatte in anderen Basiliken das Triforium Eingang in die Gotik gefunden, als fensterloser Laufgang in den Hochschiffswänden auf Höhe der außen angelehnten Seitenschiffsdächer. Die Abteikirche von Saint-Denis erhielt nun Triforien mit Außenfenstern, ermöglicht durch Seitenschiffs- und Umgangsdächer, die auch zu den Hochschiffs- bzw. Hochchorwänden hin Traufen hatten. Solche befensterten Triforien gelten in Frankreich als Kennzeichen der sogenannten strahlenden Gotik, der dort dritten Phase der Gotik.
Die Kirche ist dem heiligen Dionysius geweiht, dem Schutzpatron und ersten Bischof von Paris.
Seit 564 diente sie den fränkischen Königen als Grablege. Vom Ende des 10. Jahrhunderts bis 1830 wurden fast alle französischen Könige und viele Königinnen dort beerdigt. Im Zuge der Französischen Revolution kam es 1793–1794 zur Plünderung der Königsgräber. Dabei wurden auch die Skulpturen der Kirche schwer beschädigt. Seit 1862 wird Saint-Denis als Monument historique klassifiziert. Sie wurde 1966 zur Kathedrale des Bistums Saint-Denis erhoben. Seit 1996 steht die Kathedrale von Saint-Denis auf der Vorschlagsliste Frankreichs zum UNESCO-Welterbe.

## Geschichte

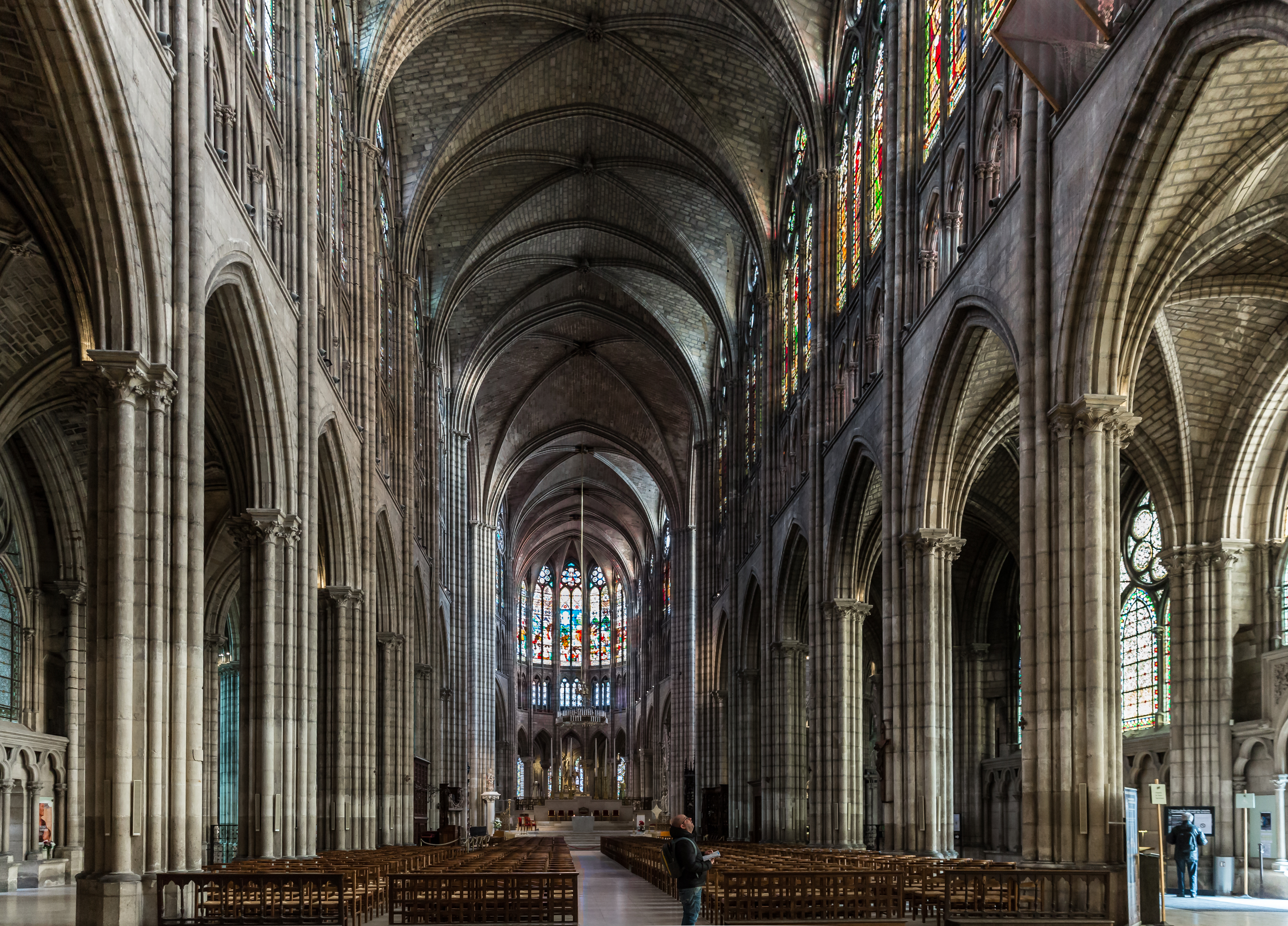
Mittelschiff

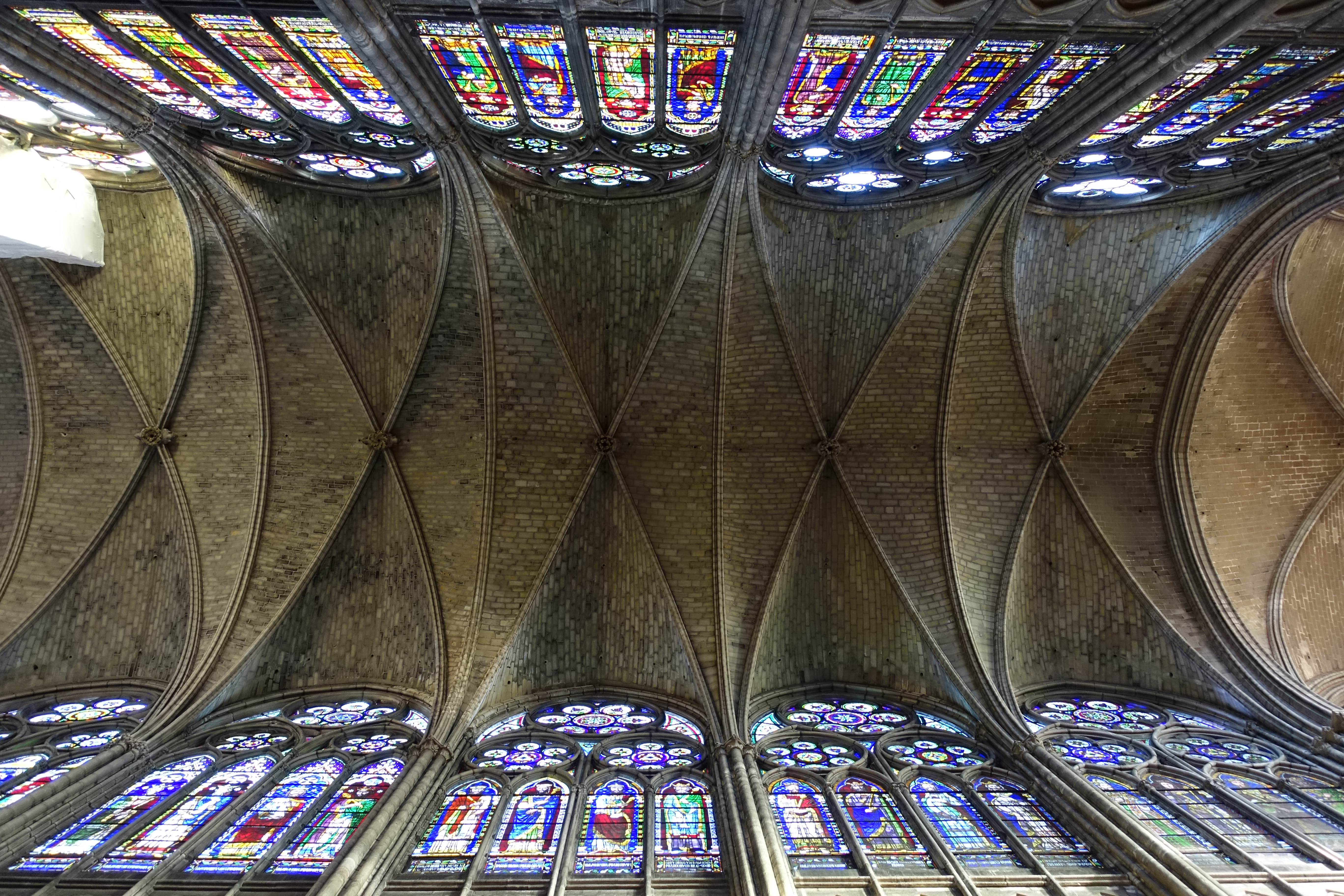
Gewölbe und Obergaden

Im 4. Jahrhundert entstand über dem Grab des heiligen Dionysius von Paris eine Grabkapelle. Der Legende nach war Dionysius in der Zeit der Christenverfolgungen um 249 auf dem Montmartre enthauptet worden. Er habe seinen Kopf aufgenommen und sei bis zu dem Standort der heutigen Kirche gewandert, wo er umfiel und bestattet wurde. Ein Kloster ist um 625 nachgewiesen, welchem die Merowinger ihre ganze Aufmerksamkeit widmeten, insbesondere Chlothar I. (König des gesamten Frankenreiches von 558–561), der seine Gattin Arnegunde († um 565) dort aufwändig bestatten ließ, Chlothar II. (König der Franken von 584–629) und Dagobert I. (König von 629–638). Letzterer beschenkte das Kloster so reich – unter anderem ließ er einen kostbaren neuen Schrein für die Reliquien schaffen – dass er von den Mönchen späterer Zeiten als Klostergründer angesehen wurde. Vor allem aber brach er mit der Tradition und bestimmte nicht die bisherige königliche Nekropole, die Abtei Saint-Vincent-Sainte-Croix (künftig Abtei Saint-Germain-des-Prés) zu seinem Bestattungsort, sondern die Abtei St-Denis. Seine Witwe Nanthild und sein Sohn Chlodwig II. († 657) und ebenso der Hausmeier Karl Martell († 741) taten es ihm gleich. Letzterer wollte damit seine Macht demonstrieren. Somit fungierte die Anlage als Hauskloster der Merowinger.
Der erste Karolinger, Karl Martells Sohn Pippin der Jüngere (König von 751–768) begann mit dem Bau eines neuen Altarraumes (um 750–775). Dies gestattete es den Pilgern, die Gräber der Heiligen zu umrunden. Pippin konnte sich dank der Unterstützung des einflussreichen Abtes Fulrad von St-Denis, der sich in Rom für ihn eingesetzt hatte, im Chor der Abteikirche von Papst Stephan II. am Dreikönigstag 754 zum König krönen lassen. An der Kirche wurde er auch bestattet, bevor die von ihm begonnenen Arbeiten unter Karl dem Großen vollendet wurden. Dessen neue Hauptstadt wurde Aachen, die Abtei verlor ihren Einfluss und erst Karl der Kahle († 877) fand seine letzte Ruhestätte wieder in St-Denis.
Mit der Machtergreifung des Begründers der Dynastie der Kapetinger, Hugo Capet (König von Frankreich von 987–996), festigte St-Denis endgültig seine Rolle als Grablege der französischen Könige, die – mit Ausnahme von Philipp I., Ludwig VII., Ludwig XI., Karl X. und Ludwig Philipp I. – alle dort bestattet wurden.
In der Zeit der Französischen Revolution wurden die Königsgrabmale schwer in Mitleidenschaft gezogen. Auf einen entsprechenden Beschluss des Nationalkonvents hin wurden während des Ersten Koalitionskrieges viele Gräber geöffnet und geplündert. Unter anderem geschah dies, um aus den Bleisärgen Material zur Munitionsherstellung zu gewinnen.

## Baugeschichte
Die Baugeschichte von Saint-Denis lässt sich in drei Hauptphasen gliedern: den karolingischen Bau, den Bau der Frühgotik und die Erweiterungen des Style Rayonnant.
Die heutige Kirche erhebt sich an der Stelle mehrerer wenig bekannter Vorgängerbauten. Bereits im 4. Jahrhundert entsteht über dem Grab des heiligen Dionysius von Paris eine Grabkapelle. Laut dem Zeugnis des Gregor von Tours (538–594) lässt die heilige Genoveva die Grabkapelle im Jahr 475 durch eine größere Kirche ersetzen, welche ab 564 n. Chr. den fränkischen Königen als Grablege dient. Ein Kloster, das sich bedingt durch die günstige Lage im fruchtbaren Pariser Becken und an der alten Handelsstraße von Paris nach Rouen rasch entwickelt, ist um 625 nachgewiesen. König Pippin der Jüngere beginnt um 750–775 mit dem Bau eines neuen Altarraumes, der es den Pilgern gestattet, die Gräber der Heiligen zu umrunden.
Ihr heutiges gotisches Erscheinungsbild verdankt die Kirche einer der bedeutendsten Persönlichkeiten des 12. Jahrhunderts, Abt Suger (1081–1151). Unter dessen Leitung beginnt der Neubau von Saint-Denis mit der Grundsteinlegung der Westfassade am 9. Juni 1137. 1140 wird der Chor begonnen; er enthält die ersten spitzbogigen Kreuzrippengewölbe. Am 9. Juni desselben Jahres findet die Weihe der Westanlage statt.
Ab 1141 unternimmt die Abtei den Neubau des Langhauses und der oberen Chorgeschosse. Der Architekt ist unbekannt, er wird als Saint-Denis-Meister bezeichnet. Der frühgotische Chor wird nach dreijähriger Bauzeit vollendet und am 11. Juni 1144 geweiht. Das alte Langhaus bleibt als Bausubstanz bestehen. Nach dem Tod Sugers 1151 tritt ein Stillstand in der Bautätigkeit ein, sodass das Langhaus erst von 1231 bis 1281 im hochgotischen Stil errichtet wird. 1219 wird der nördliche Turm des Westwerkes, nach Vorbild von St-Etienne in Caen, errichtet. Von 1231 bis 1245 wird auch der Chor erneuert: Die Pfeiler des Binnenchores werden ausgetauscht und im Obergaden werden Maßwerkfenster eingesetzt. Des Weiteren wird das Triforium durchlichtet und das Querhaus auf fünf Schiffe erweitert. Zusätzlich erhält es je ein Rosenfenster im Süden und im Norden (1236–1238).
1771 werden die Gewändefiguren in Saint-Denis herausgerissen. Während der Französischen Revolution 1793 kommt es zur Plünderung der Gräber, wobei weitere Skulpturen der Kirche schwer beschädigt werden. Auch die Fenster der Kirche werden 1793 weitgehend zerstört. 
Napoleon Bonaparte, der die Kirche künftig als Grablege der Bonaparte nutzten wollte, ließ zunächst das Dach wieder decken und begann den Umbau der Krypta. Sein Plan war 1805 zunächst die Einrichtung eines Chorherrenstifts in der Klosteranlage, das aus zehn pensionierten Bischöfen bestehen sollte, dann stiftete er die Gebäude 1809 der noch bestehenden Schule der Ehrenlegion. An der Südflanke des Chors ließ er eine neue Sakristei anbauen.
Die Restaurierungen von 1839/40, die nach dem Geschmack und dem Kenntnisstand der Zeit vorgenommen werden, verfälschen das ursprüngliche Bild der ganzen Anlage. Nur die formale Aufteilung der Flächen ist original. Nach Blitzschlägen 1837 und 1840 und Sturmschäden 1842/43 zeigt der Nordturm Risse. Er wird zunächst provisorisch repariert, dann aber von Eugène Viollet-le-Duc abgetragen. Dieser restauriert 1848 einige Fenster. Bruchteile und vollständige Fenster der Abteikirche finden sich in Kirchen und Sammlungen in ganz Europa.
Der fehlende Nordturm soll wiederaufgebaut werden.

## Architektur

### Fassade

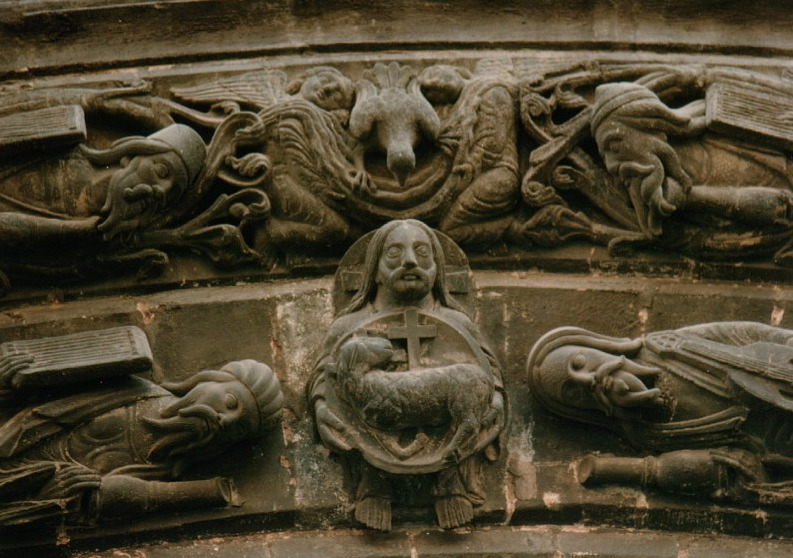
Die hl. Dreifaltigkeit, Detail der Archivolten des Mittelportales, um 1150/1840

Die Grundsteinlegung der Westfassade fand am 9. Juni 1137 unter Leitung des Abtes Suger statt und ihre Weihe am 9. Juni 1140. Von den in der zweiten Hälfte des 12. Jahrhunderts aufgesetzten Türmen ist nur der Südturm erhalten. Der Nordturm aus dem 13. Jahrhundert wurde im 19. Jahrhundert demontiert (s. o.).
Sie ist vertikal durch Strebepfeiler dreigeteilt. Horizontal sind die Bereiche der Seitenportale in vier Abschnitte eingeteilt. Ganz unten befinden sich die Portale, darüber ein vorgeblendetes Triforium, das nur in der Mitte von einem Rundbogenfenster durchbrochen wird. Darauf folgt nochmals ein höheres Blendtriforium, das wiederum an den Seiten Rundbogenfenster besitzt. Ganz oben befinden sich jeweils vier figürliche Reliefs. Den Abschluss bildet ein Zinnenkranz, der sich über die komplette Fassade hinweg zieht.

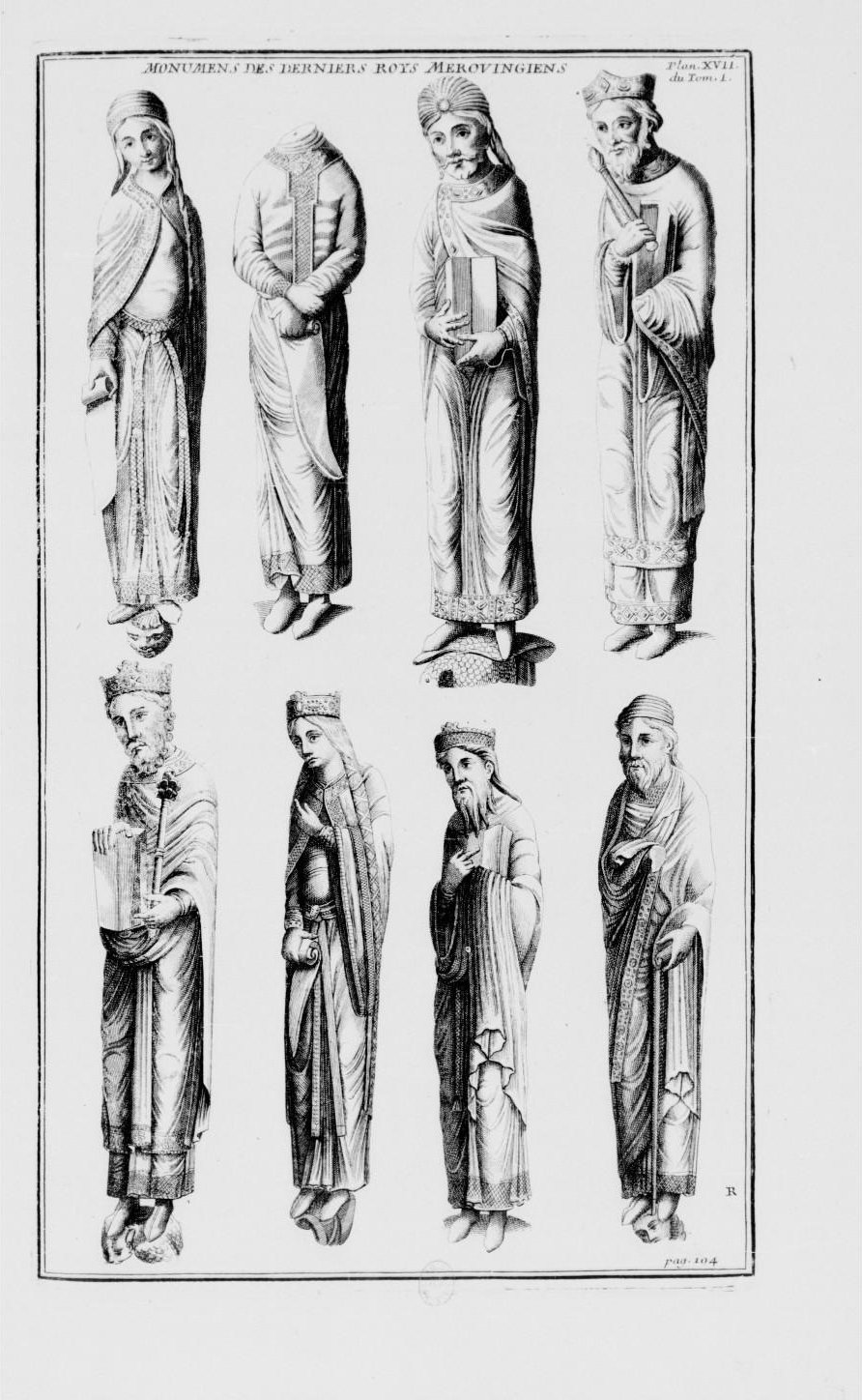
Gewändefiguren an den Westportalen (zerstört), Kupferstich von 1733

Über der südlichen Portalseite schließt sich ein zweigeschossiger Turm mit zwei und drei Schallfenstern an.
Das Mittelportal ist das höchste Portal der Fassade. Über ihm befinden sich, wie in den Seitenzonen, ein großes vorgeblendetes Triforium mit einem Rundbogenfenster in der Mitte und Schrifttafeln unter den beiden Seitenbögen. Darüber ziert eine Fensterrose mit integrierter Uhr.
An den Seitenportalen zeigen Figurenplastiken die Könige Israels. Ihre Tympana waren ursprünglich mit Mosaiken geschmückt. Heute enthalten sie Reliefs von 1840.
Das Tympanon des Mittelportals zeigt Jesus thronend als Richter des Jüngsten Gerichts. 1839/40 wurden sämtliche Köpfe, mehrere Engel, die Teufelsgruppen, Inschriften und Leidenswerkzeuge erneuert, wie auch die Archivolten. Weniger gut erhalten sind die Türpfosten der Seitenportale, mit Tierkreis- und Monatsdarstellungen, und des Mittelportals mit Reliefs der klugen und törichten Jungfrauen.
Die Gewändefiguren, die ersten bekannten gotischen Säulenfiguren, sind 1771 herausgerissen worden. Sie stellten 20 Könige und Propheten des Alten Testamentes dar. Stiche von Montfaucon (1733) geben einen Eindruck vom ehemaligen Bestand. Weitere Zerstörungen erfolgten während der Französischen Revolution.

### Erster gotischer Chor

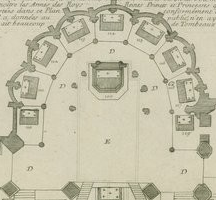
Grundriss von Chor und Chorumgang: keine Trennwände zwischen den Kapellen

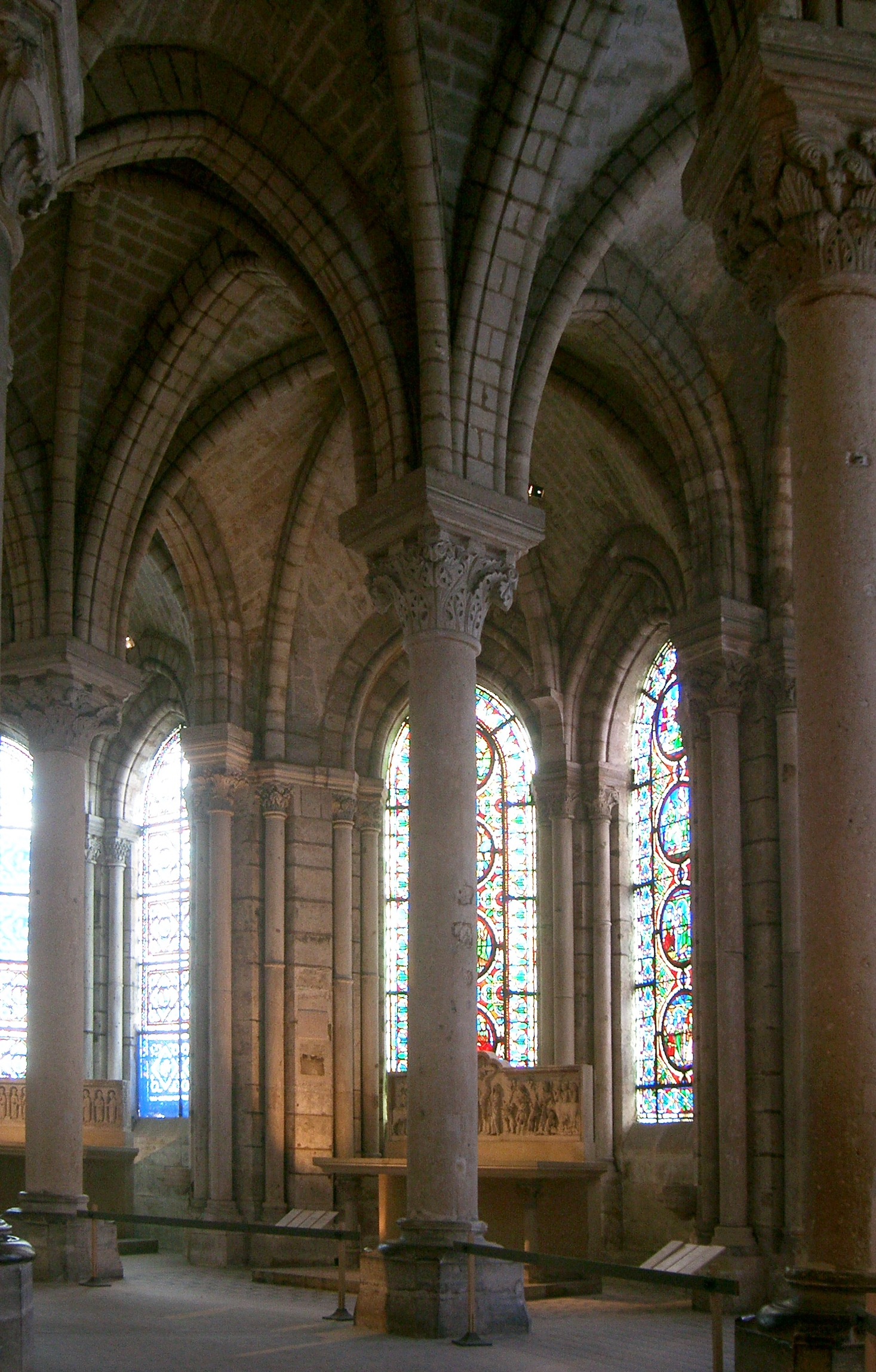
Der Chorumgang

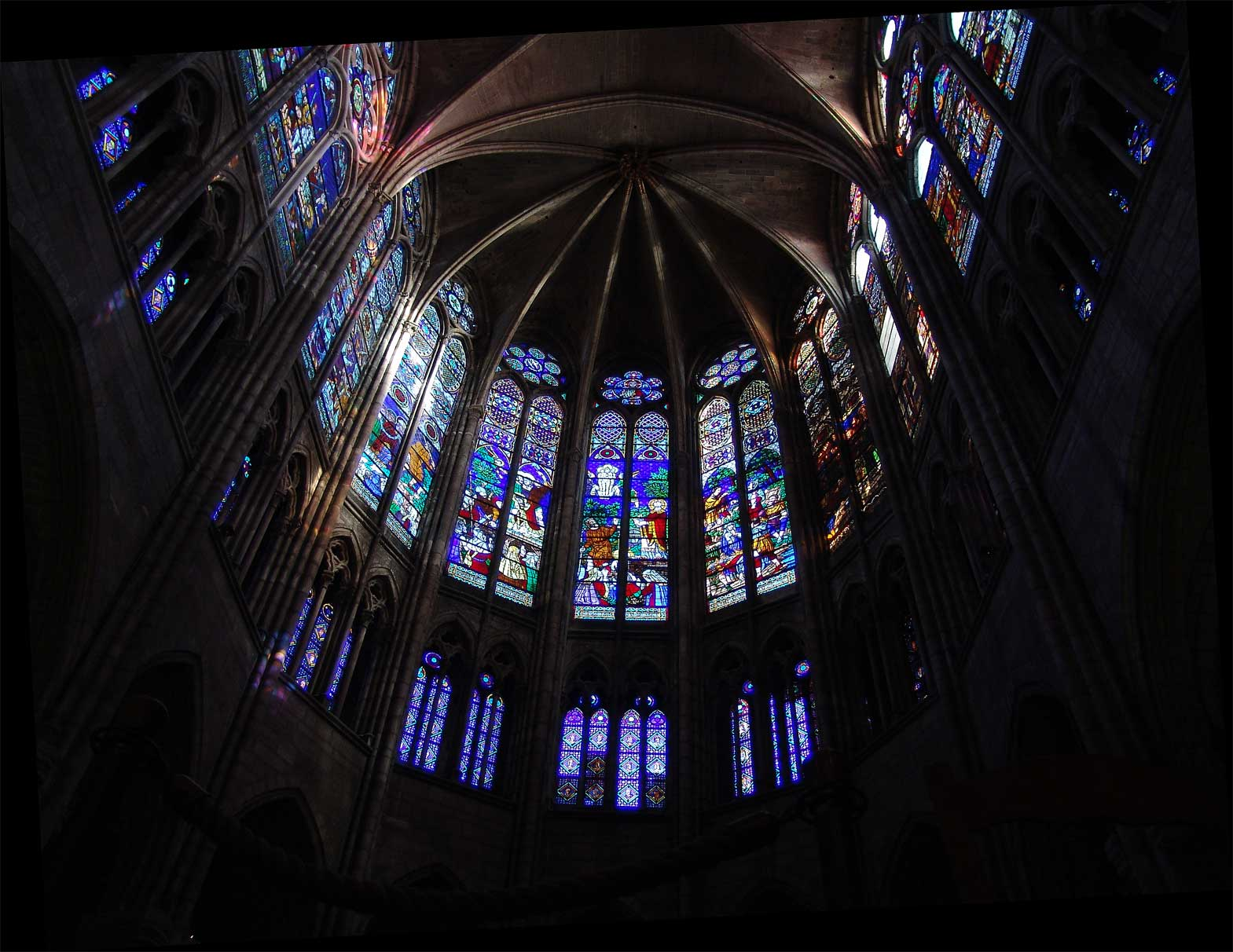
Die Chorfenster

Anhand einer Grundrisszeichnung des Chores von St-Denis lässt sich ein entscheidendes Prinzip des gotischen Raumes zeigen, wie er hier 1140 zwar nicht zum ersten Mal auftritt, aber vorbildlich wird: St-Martin-des-Champs oder auch Saint-Germer-de-Fly antizipieren ihn. Der Chor hat einen sog. Chorumgang und einen Kapellenkranz. Zwischen den Kapellen stehen die Strebepfeiler, die das Gewölbe nach außen abstützen.
Sowohl der Chorumgang als auch der Kapellenkranz sind in einzelne Kompartimente geteilt, die jedes für sich ein unregelmäßiges Kreuzrippengewölbe haben. Entscheidend ist dabei, dass die Gewölbe von Chorumgang und Kapellenkranz zu einem einheitlichen Raum verbunden sind, was mit den romanischen Gewölben nicht ermöglicht werden konnte. Diese Gewölbeform wird daher als eines der Hauptkennzeichen der gotischen Architektur angesehen.
Im Nachhinein ist es recht schwierig zu verstehen, welche Revolution diese Neuerung von 1140 in der sakralen Baukunst ausgelöst hat. Erst durch die Erfindung und geniale Verbindung neuer Bauformen und Bautechniken, wie Spitzbogen, Kreuzrippengewölbe, Bündel- und Strebepfeiler, war es technisch möglich, die erwünschte Durchlichtung des Innenraums mit Hilfe größerer Fenster und den Wunsch nach höheren Wänden, Türmen etc. in der Praxis zu verwirklichen. Der Druck des Gewölbes, der Gewölbeschub, wurde nicht mehr allein von den massiven Säulen und Wänden aufgefangen, sondern über das Pfeilersystem nach außen abgeleitet. Gleichzeitig konnte das Gewicht eines Gewölbes durch die Skelettbauweise der Spitzbogentechnik wesentlich verringert werden. Die Fenster konnte man fast beliebig vergrößern und verbreitern, ohne dass die Tragkraft und Stabilität der Mauer Schaden genommen hätte.
Wie das Kreuzrippengewölbe im Einzelnen funktioniert hat, ist in der Wissenschaft umstritten, bzw. nicht plausibel geklärt. Durch die Bombenschäden des Zweiten Weltkrieges ergaben sich häufig Situationen, die man experimentell nicht herbeiführen kann: Man konnte in vielen Kirchen prüfen, wie die Gewölbe die Schäden überstanden hatten und es ergaben sich paradoxerweise zwei unterschiedliche Varianten: Es gab Kreuzrippen-Gewölbe, bei denen die Rippen abgefallen waren, die aber trotzdem stabil blieben, gleichsam als Kreuzgratgewölbe. Andererseits gab es Fälle, bei denen nur die Rippen stehen geblieben sind, die Gewölbewangen jedoch heruntergefallen waren. Angesichts dessen könnte man annehmen, dass es sich hier um zwei verschiedene Gewölbeformen handelt, die lediglich kombiniert worden sind.
Nach heutigem Wissensstand nimmt man an, dass die Rippen das Tragverhalten des Kreuzgewölbes objektiv nicht wesentlich verbessern. Es bleibt aber immer noch die Frage, ob die Rippengewölbe in St-Denis 1140 in erster Linie aus ästhetischen Gründen gebaut wurden oder ob sie die Konstruktion der Gewölbe vereinfachen sollten, also nur bautechnisch interessant waren.
Eine Hypothese ist, dass bei einem Kreuzrippengewölbe die lastenden Kräfte des Steingewölbes auf die Rippen konzentriert werden, die das Gewicht im Innenraum an die Pfeiler – und außen an das Strebewerk weitergeben, so dass insgesamt das entsteht, was die Kunstwissenschaft ein lineares Stützsystem nennt: ein System, bei dem die lastenden Kräfte entlang von Linien abgeleitet werden – über die Rippen auf die Pfeiler innen und außen.
Entscheidend für die Weiterentwicklung der gotischen Architektur ist, dass in den Kreuzrippen zwei unterschiedliche Prinzipien vereint werden: Sie haben eine bestimmte Funktion und sie drücken diese auch deutlich aus, unterstrichen durch eine farbliche Gestaltung bzw. Betonung der Kraftlinien.

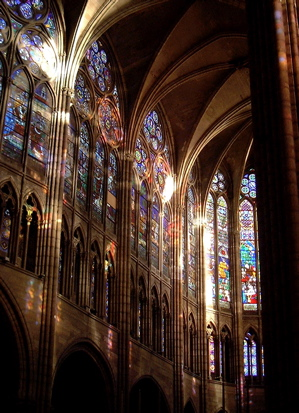
Durch das Triforium und den Lichtgaden einfallendes Licht

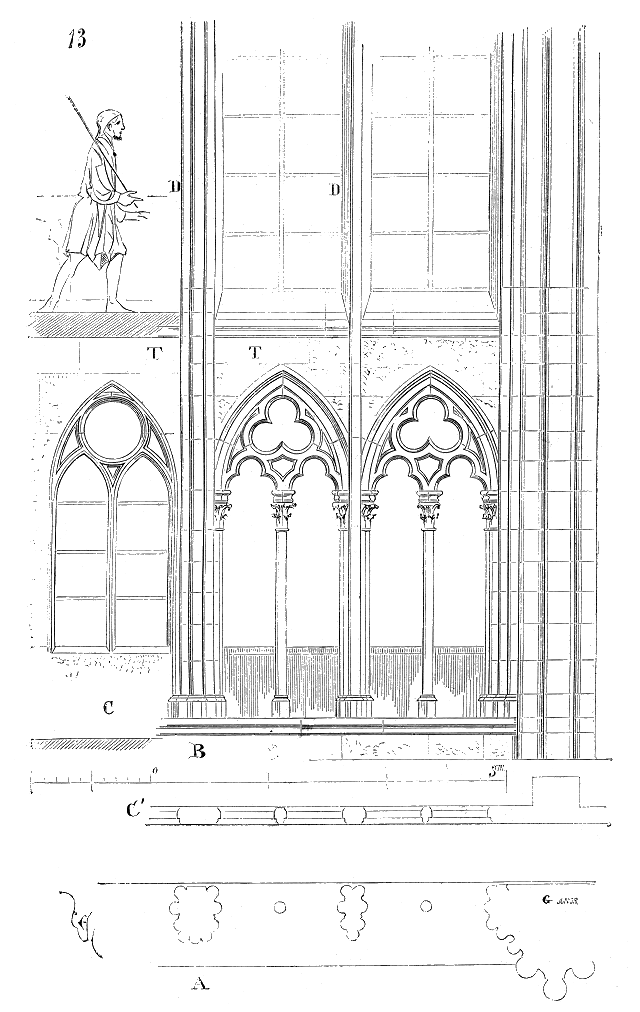
Triforium

### Hochgotischer Umbau und durchlichtetes Triforium (1231–1281)
Ab 1231 unternahm die Abtei den Neubau des Langhauses und der oberen Chorgeschosse. Der Architekt ist unbekannt, er wird als Saint-Denis-Meister bezeichnet.
Nachdem bereits der frühgotische Chor bezüglich des Lichteinfalls revolutionär war, gibt es im hochgotischen Neubau von St-Denis eine weitere architektonische Neuerung von großer Bedeutung: das sogenannte durchlichtete Triforium. Die Entwicklung verlief folgendermaßen: Der frühgotische Chor wurde in nur dreijähriger Bauzeit vollendet und am 11. Juni 1144 geweiht. Dagegen blieb das alte Langhaus bestehen. Nach dem Tod Sugers 1151 trat ein Stillstand in der Bautätigkeit ein, so dass das Langhaus erst einhundert Jahre später in Angriff genommen wurden. Von 1231 bis 1281 wurde es errichtet und stellt nun eines der schönsten Beispiele der Hochgotik dar.
Auch im Langhaus erfüllt intensives Licht den knapp 30 Meter hohen Raum. Und für diesen Eindruck von großer Bedeutung ist neben der oberen Fensterzone das durchlichtete Triforium, das 1231 hier zum ersten Mal auftritt, vor Amiens, wo das 1220–1230 errichtete Langhaus noch fensterlose Triforien hat und vom 1236 begonnenen Chor wegen finanzieller Schwierigkeiten bis 1258 nur der Umgang stand. Das befensterte Triforium gilt als Kennzeichen des Gothiquq rayonnant, der dritten Phase der Gotik in Frankreich. Erste Kirchenbauten im Heiligen Römischen Reich mit durchfensterten Triforien waren etwa gleichzeitig das 1245 begonnene Langhaus des Straßburger Münsters und der 1248 begonnene Chor des Kölner Doms.
Triforien baute man schon seit Jahrzehnten, aber lange Zeit hatten diese kleinen Galerien der Auflockerung der Hochschiffswand in Höhe der angelehnten Pultdächer der Seitenschiffsdächer gedient und waren deshalb fensterlos. Nun deckte man die Seitenschiffe mit Satteldächern und konnte daher die Triforien mit Fenstern versehen. Der nächste Entwicklungsschritt bestand darin, die Obergaden nach unten auszudehnen und auf Triforien zu verzichten, so ausgeführt im Langhaus des Magdeburger Doms und in der von Papst Urban IV. gestifteten Kirche St-Urbain in Troyes, also gleichzeitig mit einigen befensterten Triforien.
Die Vergrößerung der Glasflächen zielte nicht in erster Linie auf die Helligkeit im Kirchenraum. Wichtigstes Ziel war die magische Wirkung des durch die Bemalung der Scheiben farbigen Lichtes als überirdisches Erscheinungsbild einer durchleuchteten Wand.

## Ausstattung

### Grablege der französischen Könige
St-Denis war seit dem Ende des 10. Jahrhunderts, genauer seit Hugo Capet, die Grabstätte fast aller französischen Könige und auch vieler Königinnen. Bereits Dagobert I. wurde jedoch schon in Saint-Denis beigesetzt und durch Umbettungen im 19. Jahrhundert befinden sich heute die Gräber von Königen ab Chlodwig I. in Saint-Denis.
Ludwig der Heilige verweigerte Ingeborg von Dänemark, der Ehefrau Philipp Augusts, eine Bestattung in Saint-Denis. Philipp I. (Frankreich) wurde nach eigenem Willen 1108 nicht in Saint-Denis bestattet, sondern im Kloster von Saint-Benoît-sur-Loire. Sein Grab ist das einzige noch heute im Originalzustand erhaltene Königsgrab eines Königs von Frankreich; das Kloster wurde während der französischen Revolution nicht geplündert.
Ludwig IX. ließ 1263/64 für die vor ihm bestatteten Könige Grabdenkmäler errichten und begann damit eine Tradition, die erst mit Heinrich IV. abbrach, da Maria de’ Medici sich für keinen Entwurf eines Grabmales entscheiden konnte. Die im Stil identischen Grabdenkmäler, die Ludwig stiften ließ, führen als Doppelgräber teilweise recht willkürlich Personen zusammen, die aus unterschiedlichen Familien oder Generationen stammten.
Während der Französischen Revolution wurden auf Beschluss der Nationalversammlung im Jahr 1793 die Gräber geöffnet, um an die Bleisärge für die Kriegsführung zu kommen. Die Gebeine der rund 160 dort beigesetzten Mitglieder des französischen Herrscherhauses wurden entweder gestohlen oder außerhalb der Kirche in einem Massengrab bestattet. Die Sarkophage wurden unter Leitung des Kunsthistorikers und Archäologen Alexandre Lenoir für das Musée des monuments français sichergestellt.
Unter Napoleon Bonaparte begann der Umbau eines Teils der Krypta, des Hilduin-Gewölbes, als kaiserliche Grablege. Dabei wurden auch zwei Gänge der karolingischen Krypta wiederentdeckt. Die neu gestrichenen Wände waren allerdings bald wieder feucht, sodass sie durch Marmor ersetzt wurden, mit Täfelungen der Gewölbe aus Porzellan. Da dem Kaiser der schwarze Marmor dann aber zu düster vorkam, wurde er wieder entfernt. Napoleon wollte mit der Wiederbenutzung der Kathedrale als Grablege als Nachfolger der Könige der ersten Dynastien auftreten und beabsichtigte, die Spuren revolutionärer Gewalt und Unruhen zu beseitigen, ohne aber die Erinnerung an die Bourbonen allzu sehr in den Vordergrund zu stellen. Daher zögerte er, die Königsgräber wiederherstellen zu lassen. 
Nach Wiedereinsetzung der Bourbonen unter Ludwig XVIII. wurden die Grabmäler, soweit sie noch auffindbar waren, wieder errichtet, und die wiedergefundenen Gebeine 1817 wieder in die Kirche gebracht. Allerdings war es nicht mehr möglich festzustellen, von welchen Personen die Gebeine noch vorhanden waren bzw. die vorhandenen zu identifizieren. So wurden sie gesammelt in zwei gemauerten Ossarien in einem Seitenraum der Krypta beigesetzt, auf denen auch die Namen der einst hier Beigesetzten stehen. Somit sind alle im Kirchenraum und in der Krypta sichtbaren Grabstätten – abgesehen von fünf Ausnahmen – leer: die Grabstätte von Ludwig XVIII. selbst und von vier Personen, die 1817 von anderswo überführt wurden: Ludwig VII. aus Notre-Dame-de-Barbeau bei Fontainebleau, Louise von Lothringen vom Convent des Capucines St-Honoré und Ludwig XVI. und Marie-Antoinette vom Friedhof de la Madeleine in Paris.
Im Zweiten Kaiserreich plante Napoleon III., die von seinem Onkel vorgesehene Krypta als Grablege für sich selbst und die künftigen Kaiser des Hauses Bonaparte zu verwenden, während die Prinzen und Prinzessinnen der kaiserlichen Familie in der Pariser Kirche St-Augustin bestattet werden sollten. Doch kam es aufgrund des zweiten Exils der Bonapartes in keiner der beiden Kirchen zu entsprechenden Beisetzungen.

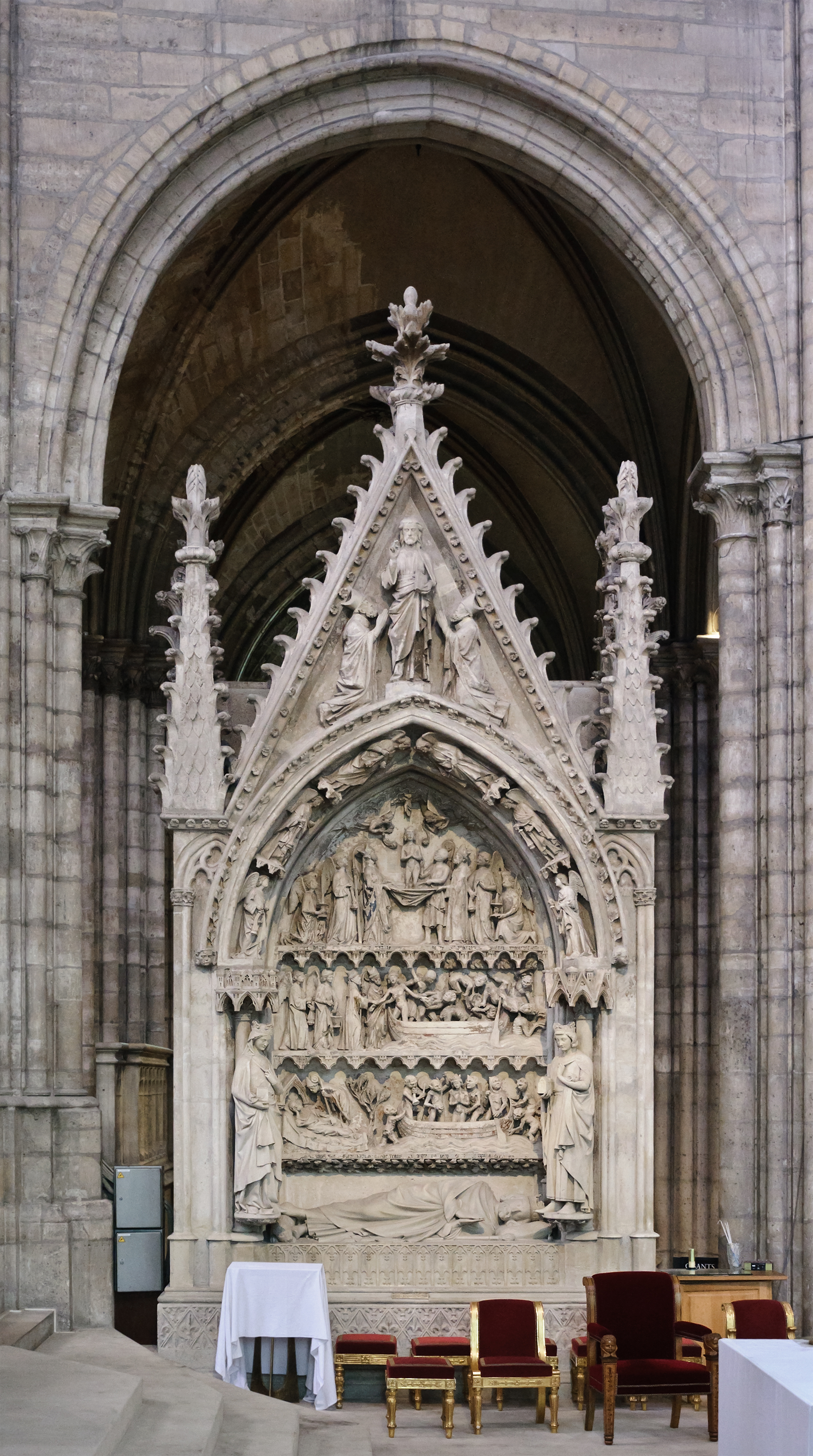
Grabmal für Dagobert I. (13. Jhd.)
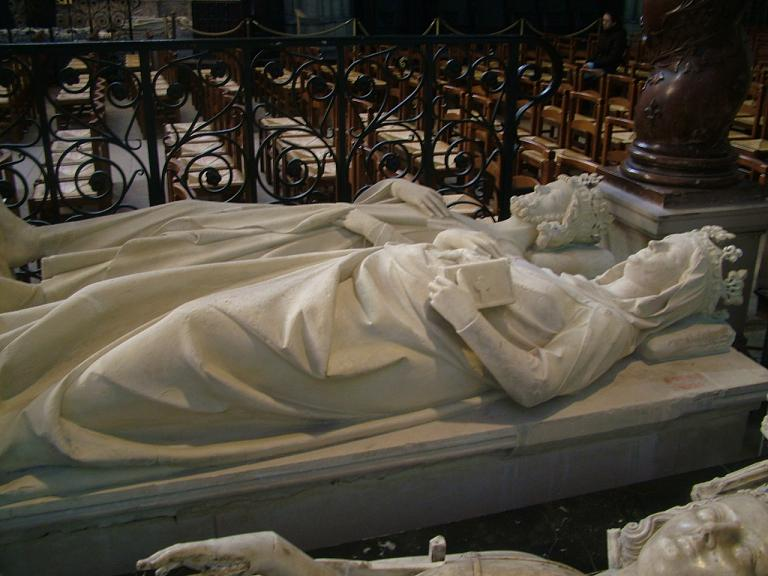
Grabmal für Robert II. und Konstanze von der Provence (1263/64)
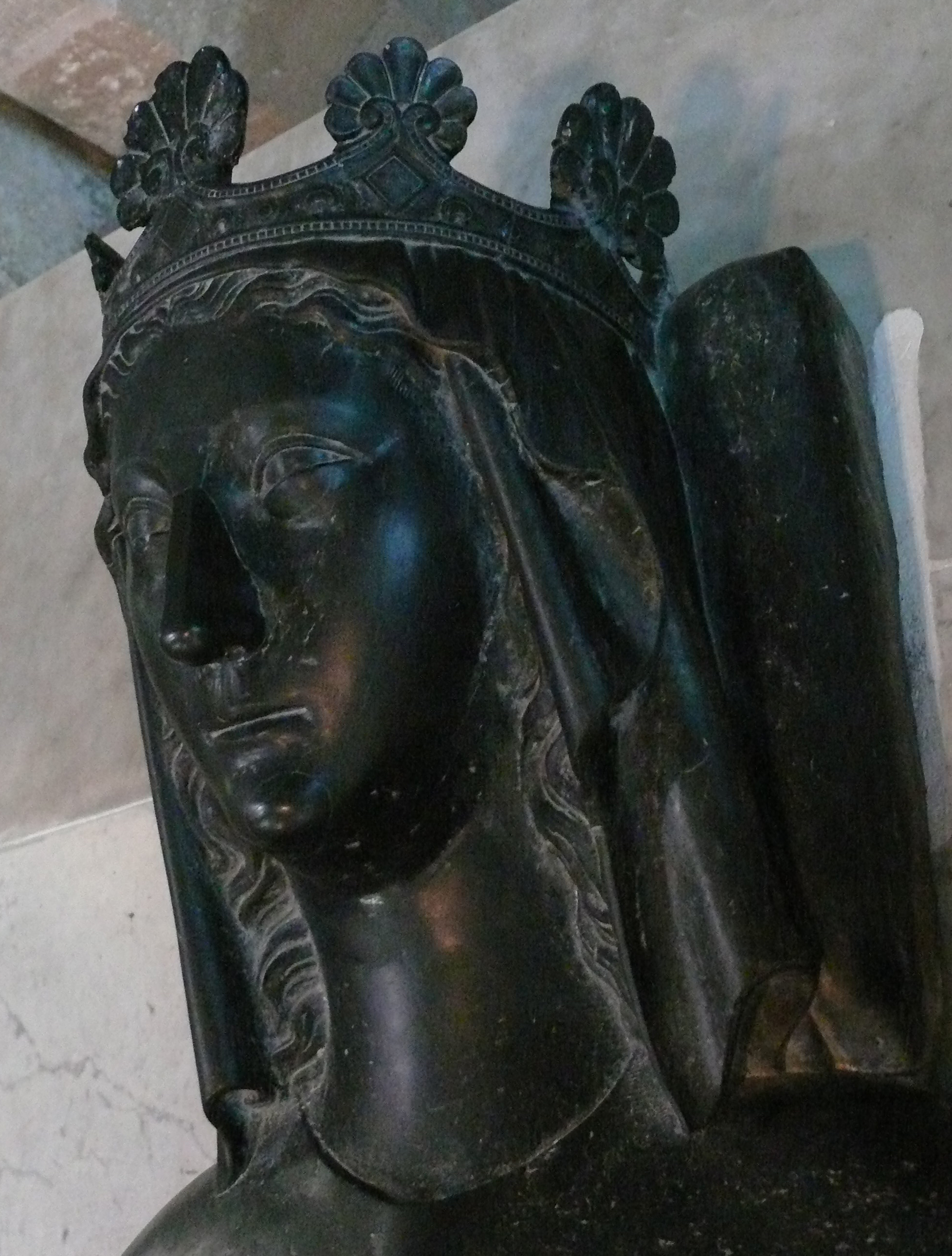
Grabmal einer unbekannten Fürstin (13. Jhd.)
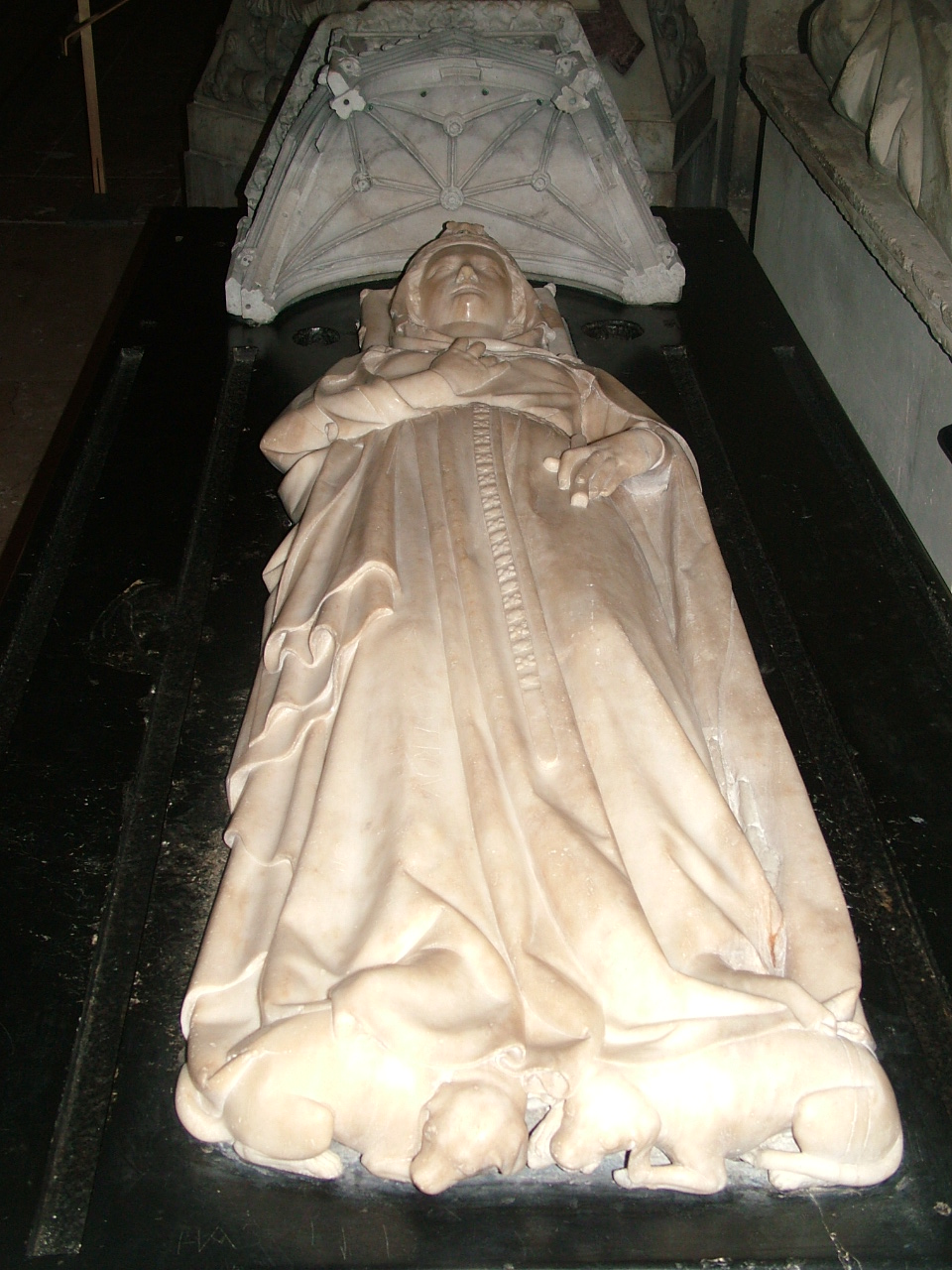
Grabmal für Isabella von Aragón (Ende 13. Jhd.?)
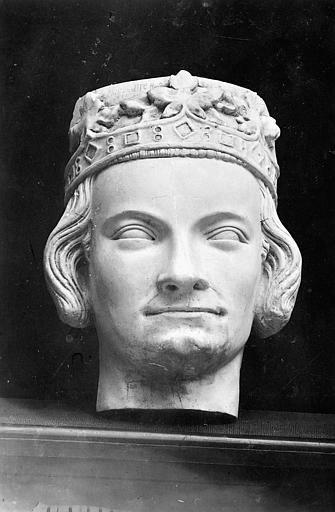
Grabmal für Philipp III. (1298–1307) (Foto zeigt einen Abguss des Kopfes)
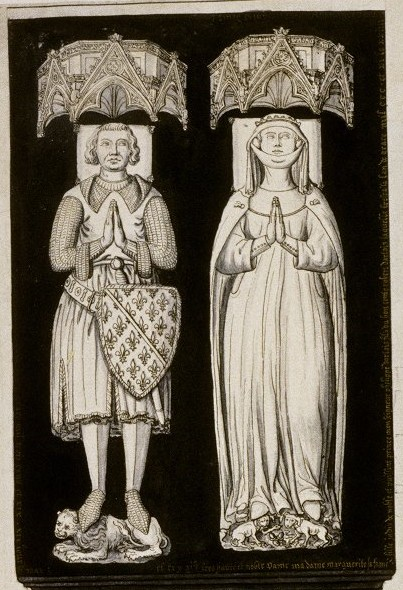
Grabmal für Ludwig, Graf von Évreux und Margarete von Artrois (wohl kurz nach 1319?) (Zeichnung)
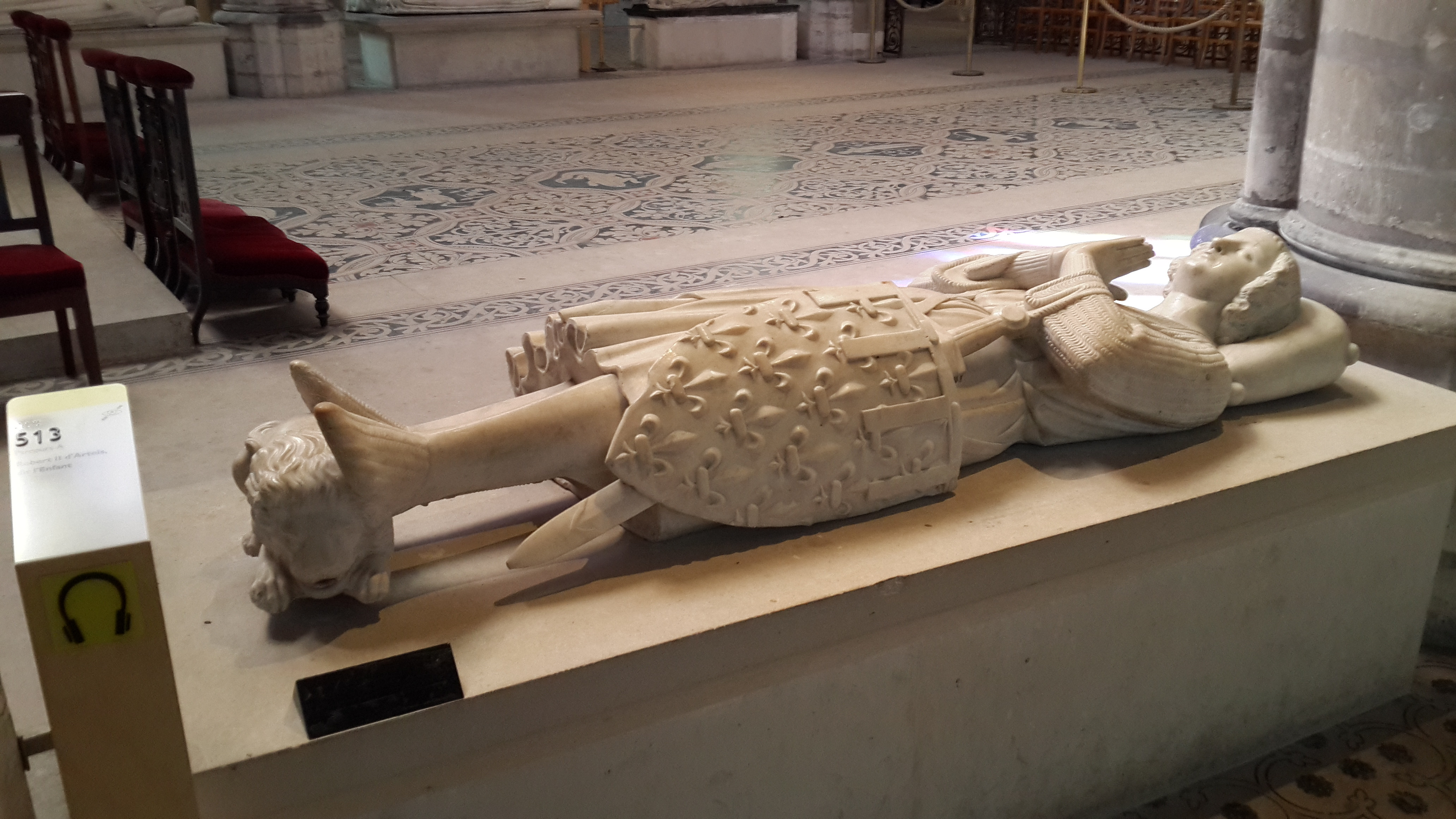
Grabmal für Robert von Artrois (wohl kurz nach 1317?)
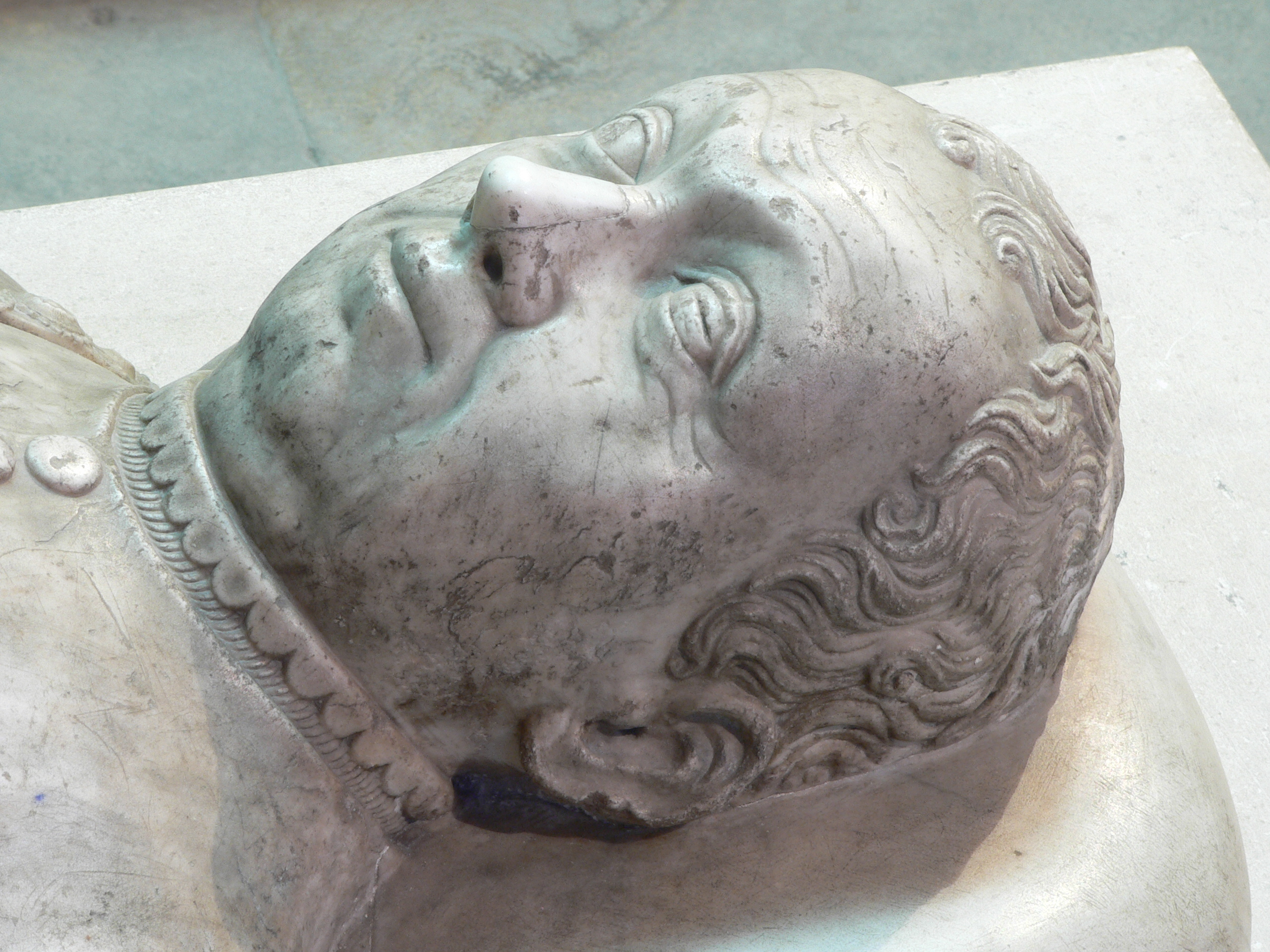
Grabmal für Bertrand du Guesclin (wohl kurz nach 1380?) (Detail)
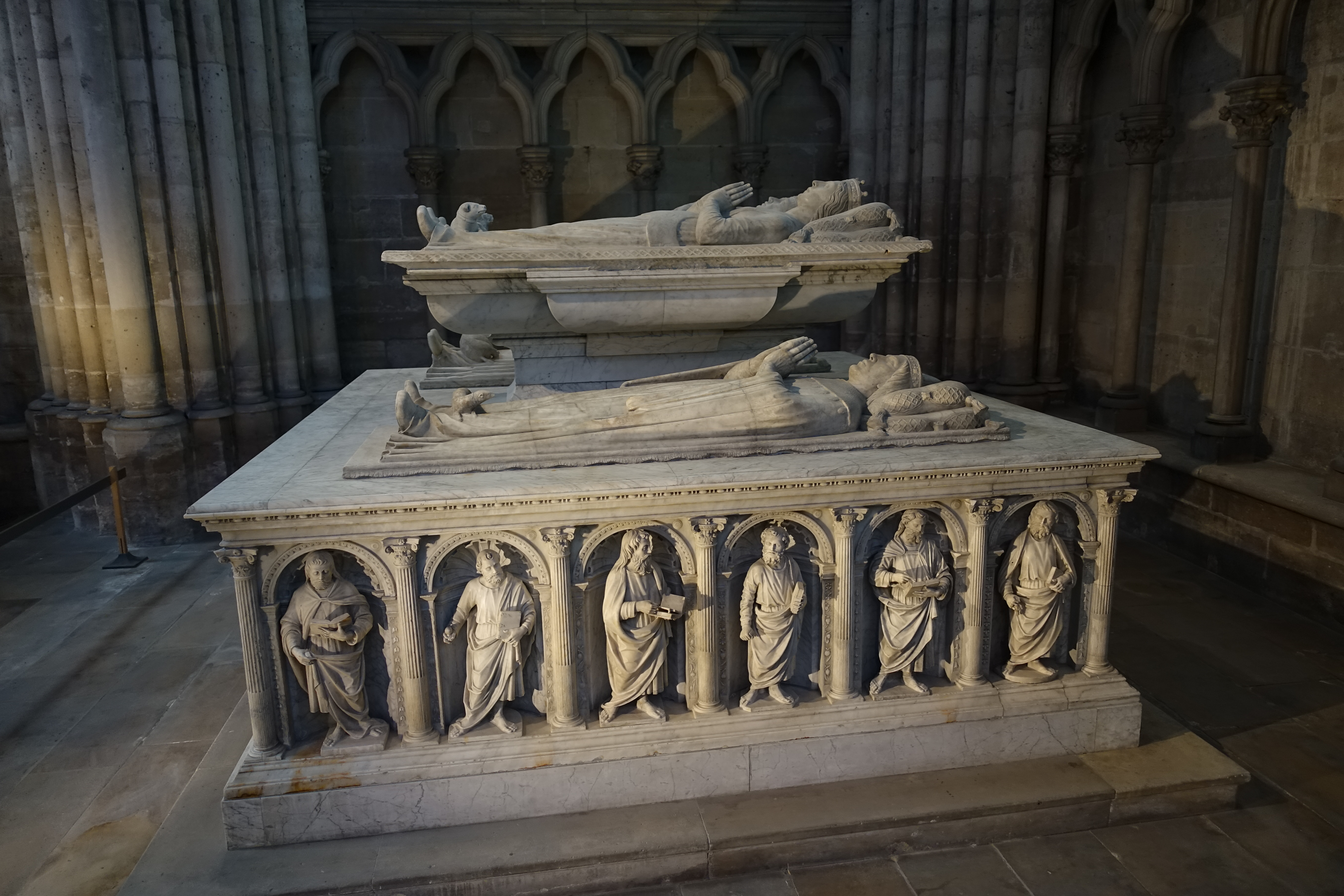
Grabmal der Herzöge von Orléans (1502)
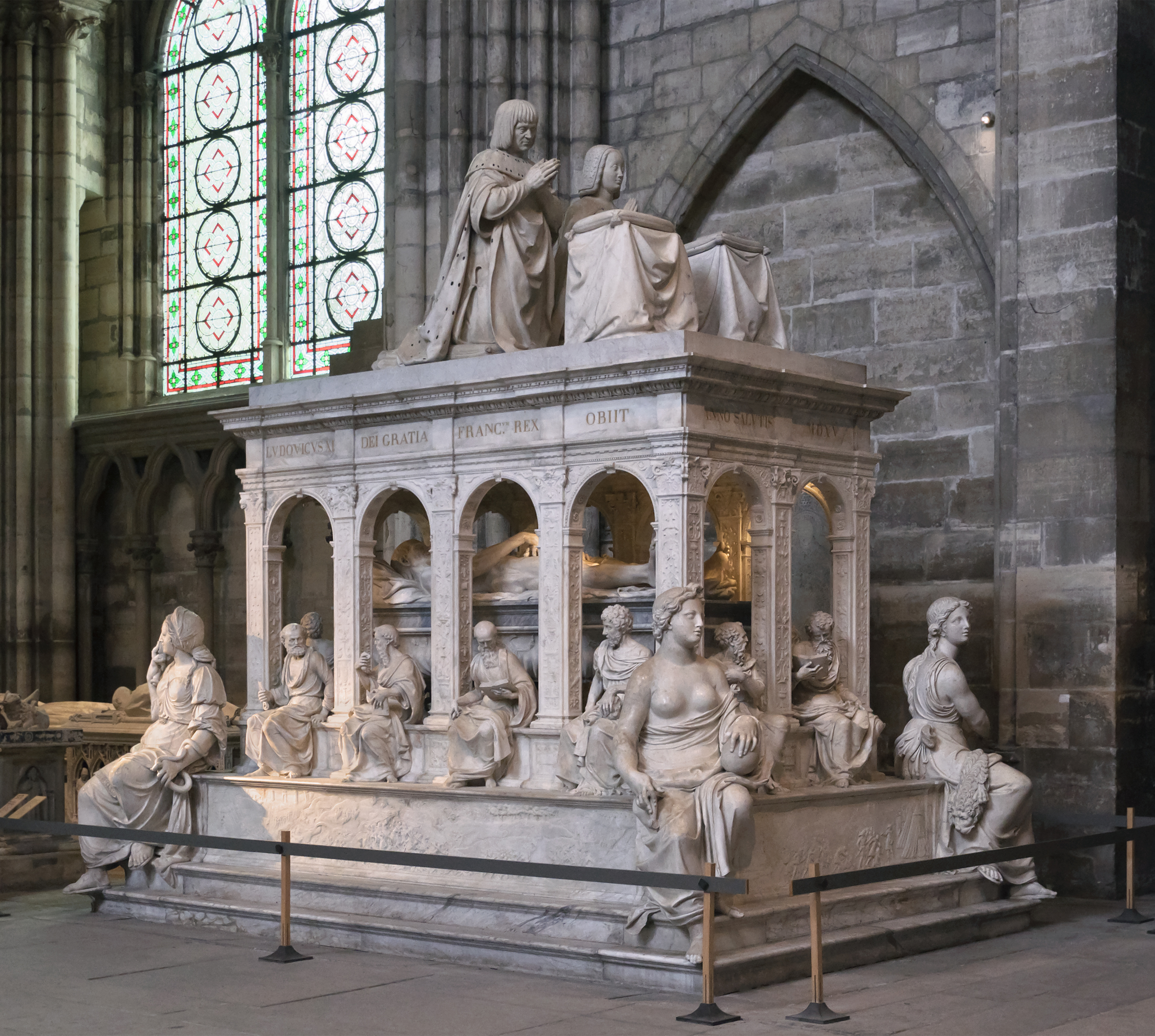
Grabmal für Ludwig XII. und Anne de Bretagne (1517–31)
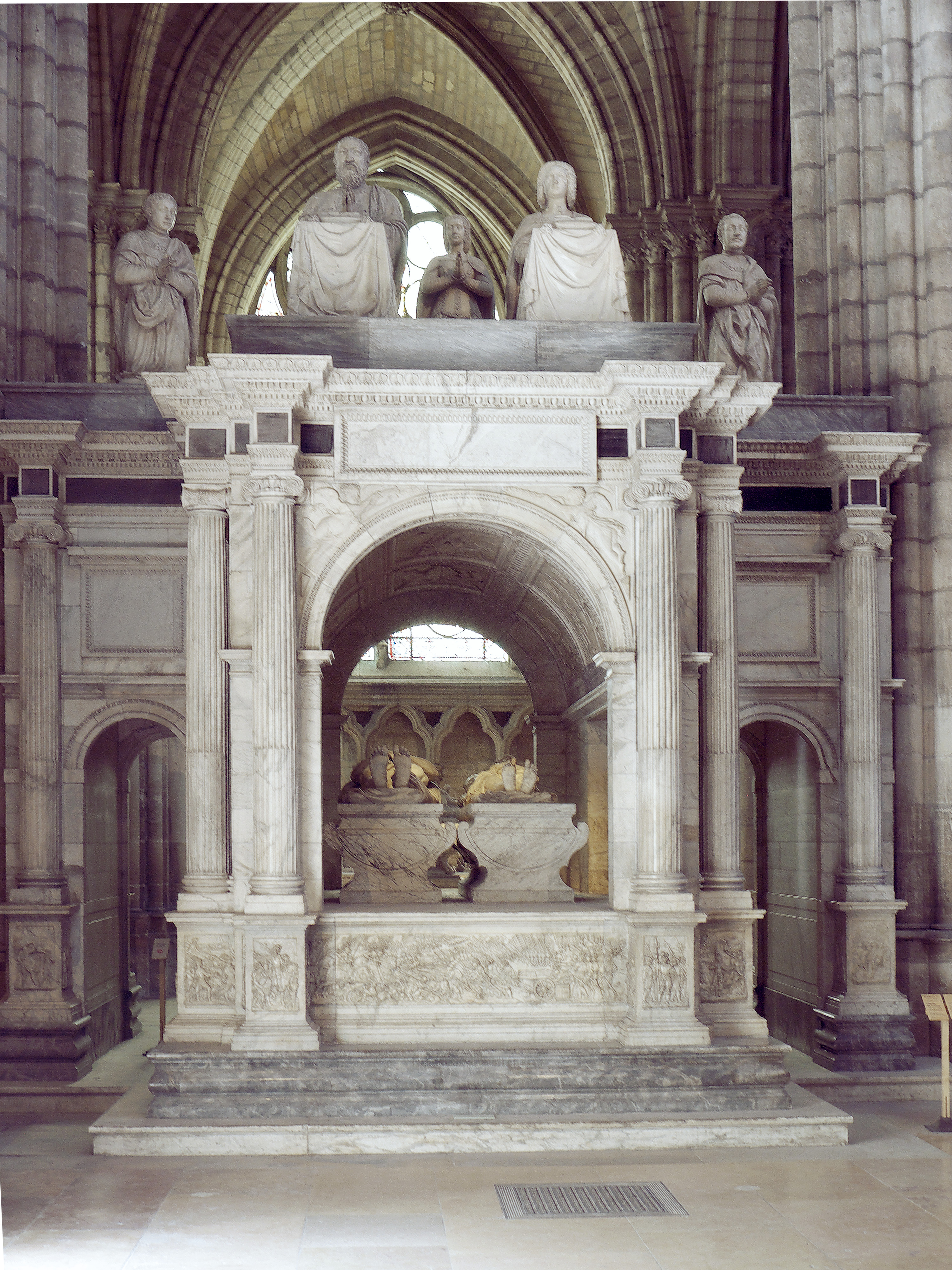
Grabmal für Franz I. und Claude von Valois (1554–59)
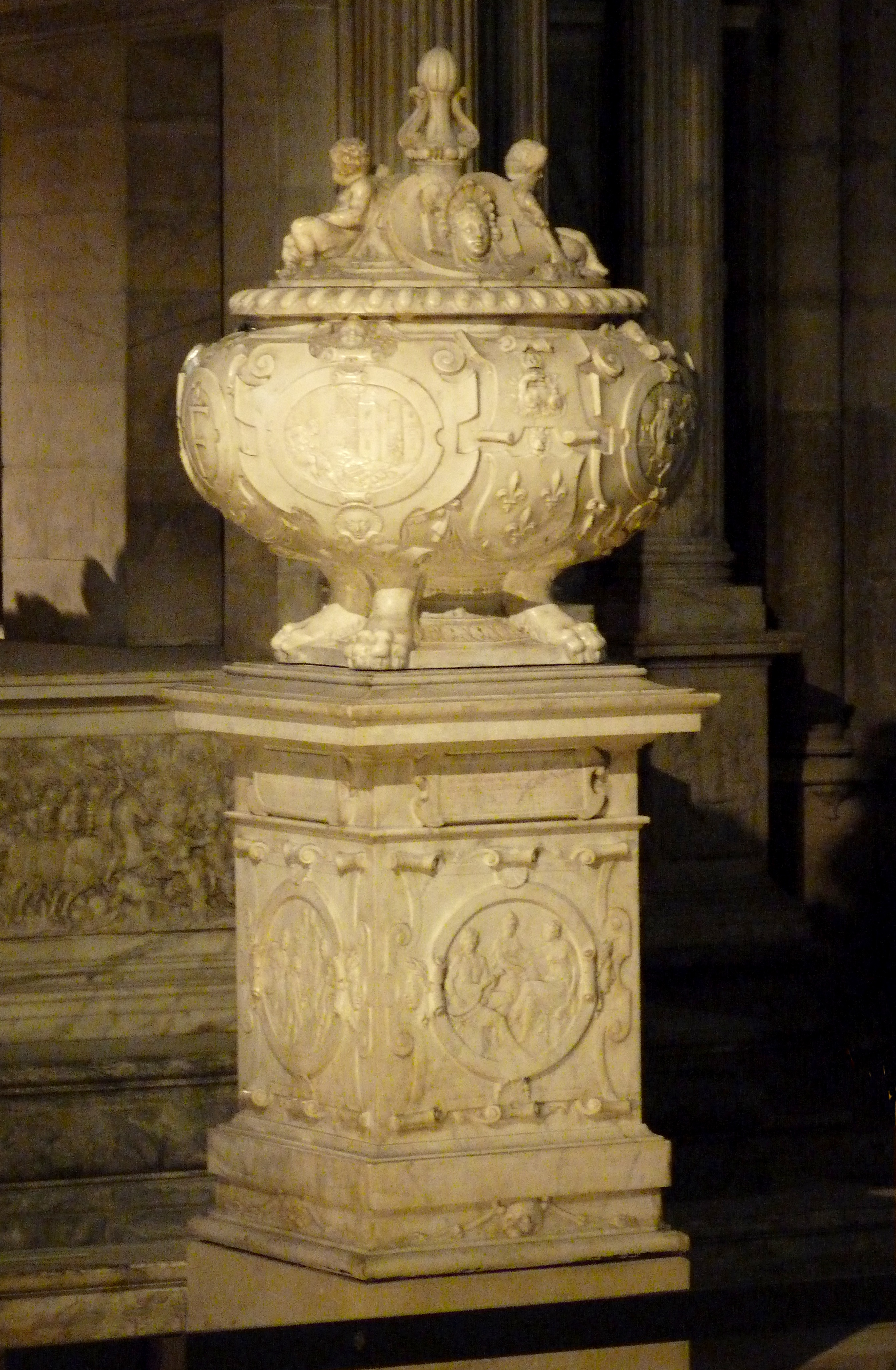
Säule für das Herz von Franz I. (1550–55)
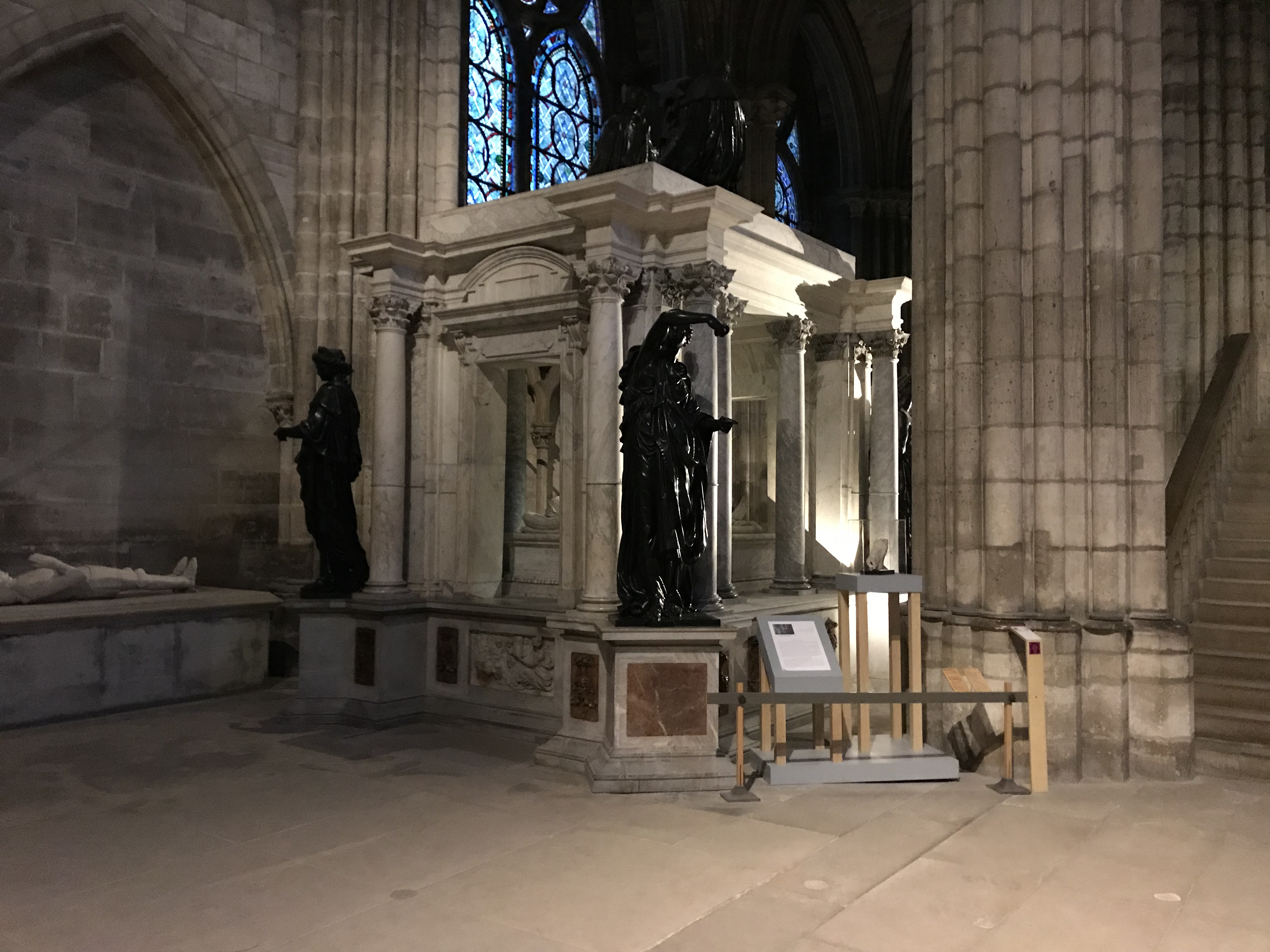
Erstes Grabmal für Heinrich II. und Katherina von Medici (1570–73)

| Name                                                        | Todesdatum          | Verhältnis zum französischen Königshaus / Anmerkungen | Bemerkungen zum Grabdenkmal |
| ----------------------------------------------------------- | ------------------- | --- | --- |
| Chlodwig I.                                                 | 511                 | | ehemals in Ste-Genèvieve, Mitte 13. Jhd. |
| Childebert I.                                               | 558                 | | ehemals in St-Germain-des-Prés, Mitte 12. Jhd. |
| Arnegunde                                                   | um 565              | Gemahlin von König Chlothar I. | |
| Fredegunde                                                  | 597                 | Gemahlin von Childebert I. | ehemals in St-Germain-des-Prés, Ende 11. oder Anfang 12. Jhd. |
| Landregesile                                                | 631                 | Bruder von Königin Nanthilde | |
| Dagobert I.                                                 | 638/39              | | 13. Jhd., aus den für die Zeit typischen Liegefiguren heraustretendes Grabdenkmal aufgrund des Aufbaus mit Darstellung seiner Legende |
| Nanthilde                                                   | 642                 | Gemahlin von König Dagobert I. | |
| Chlodwig II.                                                | 657                 | | Doppelgrab mit Karl Matell, Teil der im Auftrag Ludwig IX. 1263/64 durch eine Werkstatt in ähnlicher Manier hergestellten Gräber für seine Vorgänger |
| Chlodwig III.                                               | 694                 | | |
| Dagobert III.                                               | 715/16              | | |
| Karl Martell                                                | 741                 | Hausmeier der Karolinger | Doppelgrab mit Chlodwig II., Teil der im Auftrag Ludwig IX. 1263/64 durch eine Werkstatt in ähnlicher Manier hergestellten Gräber für seine Vorgänger |
| Pippin der Jüngere                                          | 768                 | | Doppelgrab mit Bertrada d. J., Teil der im Auftrag Ludwig IX. 1263/64 durch eine Werkstatt in ähnlicher Manier hergestellten Gräber für seine Vorgänger |
| Karlmann I.                                                 | 771                 | | Doppelgrab mit Irmentrud, Teil der im Auftrag Ludwig IX. 1263/64 durch eine Werkstatt in ähnlicher Manier hergestellten Gräber für seine Vorgänger |
| Bertrada die Jüngere                                        | 783                 | Gemahlin von König Pippin dem Jüngeren | Doppelgrab mit Pippin d. J., Teil der im Auftrag Ludwig IX. 1263/64 durch eine Werkstatt in ähnlicher Manier hergestellten Gräber für seine Vorgänger |
| Irmentrud                                                   | 869                 | Gemahlin von König Karl II. | Doppelgrab mit Karlmann I., Teil der im Auftrag Ludwig IX. 1263/64 durch eine Werkstatt in ähnlicher Manier hergestellten Gräber für seine Vorgänger |
| Karl II., der Kahle                                         | 877                 | | Bronzene Grabplatte, 1792 eingeschmolzen |
| Ludwig III.                                                 | 882                 | | Doppelgrab mit Karlmann, Teil der im Auftrag Ludwig IX. 1263/64 durch eine Werkstatt in ähnlicher Manier hergestellten Gräber für seine Vorgänger |
| Karlmann                                                    | 884                 | | Doppelgrab mit Ludwig III., Teil der im Auftrag Ludwig IX. 1263/64 durch eine Werkstatt in ähnlicher Manier hergestellten Gräber für seine Vorgänger |
| Odo von Paris                                               | 898                 | | |
| Hugo der Große, Herzog von Burgund und Aquitanien           | 956                 | | |
| Hugo Capet                                                  | 996                 | | |
| Robert II., der Fromme                                      | 1031                | | Doppelgrab mit Konstanze von der Provence, Teil der im Auftrag Ludwig IX. 1263/64 durch eine Werkstatt in ähnlicher Manier hergestellten Gräber für seine Vorgänger, dieses jedoch von höherer Qualität als die andern |
| Konstanze von der Provence                                  | 1034                | Gemahlin von König Robert II. | Doppelgrab mit Robert II., der Fromme, Teil der im Auftrag Ludwig IX. 1263/64 durch eine Werkstatt in ähnlicher Manier hergestellten Gräber für seine Vorgänger, dieses jedoch von höherer Qualität als die andern |
| Heinrich I.                                                 | 1060                | | Doppelgrab mit Ludwig VI., der Dicke, Teil der im Auftrag Ludwig IX. 1263/64 durch eine Werkstatt in ähnlicher Manier hergestellten Gräber für seine Vorgänger |
| Philipp                                                     | 1131                | | Doppelgrab mit Konstanze von Kastilien, der Dicke, Teil der im Auftrag Ludwig IX. 1263/64 durch eine Werkstatt in ähnlicher Manier hergestellten Gräber für seine Vorgänger |
| Ludwig VI., der Dicke                                       | 1137                | | Doppelgrab mit Heinrich I., Teil der im Auftrag Ludwig IX. 1263/64 durch eine Werkstatt in ähnlicher Manier hergestellten Gräber für seine Vorgänger |
| Konstanze von Kastilien                                     | 1160                | | Doppelgrab mit Philipp, Teil der im Auftrag Ludwig IX. 1263/64 durch eine Werkstatt in ähnlicher Manier hergestellten Gräber für seine Vorgänger |
| Philipp II. August                                          | 1223                | | |
| Ludwig VIII.                                                | 1226                | | |
| Philipp                                                     | um 1235             | Bruder von Ludwig IX. | ehemals in der Zisterzienserabtei Royaumont, Mitte 13. Jhd. |
| Blanka                                                      | 1243                | Tochter von Ludwig IX. | Doppelgrab mit Johann, ehemals in der Zisterzienserabtei Royaumont, vergoldete Kupferplatte mit Emaileinlagen, Mitte 13. Jhd. |
| Johann                                                      | 1248                | Sohn von Ludwig IX. | Doppelgrab mit Blanche, ehemals in der Zisterzienserabtei Royaumont, vergoldete Kupferplatte mit Emaileinlagen, Mitte 13. Jhd. |
| unbekannte Fürstin, angeblich Blanka von Kastilien          | unbekannt bzw. 1252 | | ehemals in der Zisterzienserabtei Maubuisson, künstlerisch sehr qualitätvoll |
| Ludwig                                                      | 1260                | Sohn von Ludwig IX. | ehemals in der Zisterzienserabtei Royaumont, kurz nach 1260 |
| Jean Tristand, Graf von Nevers                              | 1270                | Sohn von König Ludwig IX. | |
| Ludwig IX., der Heilige                                     | 1270                | Teilbestattungen in Saint-Denis, Tunis und Monreale bei Palermo (letztere Ende 19. Jahrhundert umgebettet nach Karthago, Mitte 20. Jahrhundert in die Sainte-Chapelle in Paris) | |
| Margarete von Frankreich                                    | 1271                | Gemahlin von Herzog Johann I. von Brabant | |
| Isabella von Aragón                                         | 1271                | Gemahlin von König Philipp III. | von hoher künstlerischer Qualität |
| Alphonse, Graf von Poitiers                                 | 1271                | Sohn von König Ludwig VIII. | |
| Ludwig                                                      | um 1272             | Enkel von Ludwig IX., Söhne von Peter I. von Alençon | Doppelgrab mit Philipp, ehemals in der Zisterzienserabtei Royaumont, Kopie von Viollet-le-Duc nach dem beschädigten Original im Musée de Cluny |
| Philipp                                                     | um 1272             | Enkel von Ludwig IX., Söhne von Peter I. von Alençon | Doppelgrab mit Ludwig, ehemals in der Zisterzienserabtei Royaumont, Kopie von Viollet-le-Duc nach dem beschädigten Original im Musée de Cluny |
| Prinz Ludwig                                                | 1276                | Sohn von König Philipp III. | |
| Philipp III.                                                | 1285                | | von Pierre de Chelles unter Mitwirkung von Jean d’Arras 1298–1307 geschaffen, einst umfangreicher, Beginn der Tradition individueller Bildnisse und Abwendung von der zeitlosen Idealität der Darstellung |
| Karl I. von Anjou                                           | 1285                | Bruder Ludwig IX., in Neapel beigesetzt, hier nur das Herz | ehemals im Jakobinerkloster in Paris |
| Prinzessin Blanca                                           | 1294                | Tochter von König Philipp III. | |
| Margarete von Provence                                      | 1295                | Gemahlin von König Ludwig IX. | |
| Margarete von Artois                                        | 1311                | Gemahlin von Ludwig, Graf von Évreux, Sohn von Philipp III. | ehemals im Jakobinerkloster in Paris, Doppelgrab mit Ludwig, Graf von Évreux, von hoher künstlerischer Qualität |
| Philipp IV.                                                 | 1314                | | gleichzeitig mit den Grabmälern für die drei Söhne des Königs von der gleichen Werkstatt geschaffen, 1327 beauftragt und 1329 fertig gestellt |
| Ludwig X.                                                   | 1316                | | Doppelgrab mit Johann I., siehe zudem den Kommentar zu Philipp IV. |
| Johann I.                                                   | 1316                | | Doppelgrab mit Ludwig X.., siehe zudem den Kommentar zu Philipp IV. |
| Robert von Artois                                           | 1317                | Schwager von Philipp V. | ehemals im Couvent des Cordeliers in Paris, von hoher künstlerischer Qualität |
| Ludwig, Graf von Évreux                                     | 1319                | Sohn von Philipp III. | ehemals im Jakobinerkloster in Paris, Doppelgrab mit Margarete von Artois |
| Blanka                                                      | 1320/23             | Tochter von Ludwig IX. | ehemals im Couvent des Cordeliers in Paris |
| Philipp V.                                                  | 1322                | | siehe den Kommentar zu Philipp IV. |
| Karl I. von Valois                                          | 1325                | Sohn von Philipp III. | ehemals im Jakobinerkloster in Paris |
| Karl IV.                                                    | 1328                | | siehe den Kommentar zu Philipp IV. |
| Klementine von Ungarn                                       | 1328                | Gemahlin von König Ludwig X. | ehemals im Jakobinerkloster in Paris |
| Karl von Évreux                                             | 1336                | Enkel von Philipp III. | ehemals im Couvent des Cordeliers in Paris |
| Prinzessin Marie                                            | 1341                | Tochter von König Karl IV. | |
| Karl II., Graf von Alençon                                  | 1346                | Bruder von König Philipp VI. | Doppelgrab mit Maria von Kastilien, ehemals im Jakobinerkloster in Paris |
| Johanna von Burgund                                         | 1348/49             | erste Gemahlin von König Philipp VI. | von Karl V. 1364 mit weiteren Grabdenkmälern bei André Beauneveu in Auftrag gegeben |
| Johanna II. von Navarra                                     | 1349                | Gemahlin von König Philipp III. von Navarra | [ 10 ] |
| Philipp VI.                                                 | 1350                | | von Karl V. 1364 mit weiteren Grabdenkmälern bei André Beauneveu in Auftrag gegeben |
| Johanna von Boulogne                                        | 1360                | Gemahlin von König Johann II. | |
| Johann II.                                                  | 1364                | | von Karl V. 1364 mit weiteren Grabdenkmälern bei André Beauneveu in Auftrag gegeben |
| Johanna von Evreux                                          | 1371                | Gemahlin von König Karl IV. | vermutlich bereits beim Tode ihres Gatten angefertigt |
| Johanna                                                     | 1371                | Tochter von Blanka von Navarra, zweiter Gemahlin von Philipp VI. | Doppelgrab mit ihrer Mutter Blanka von Navarra |
| Johanna von Valois, Königin von Navarra                     | 1373                | Tochter von König Johann II. | |
| Johanna von Bourbon                                         | 1378                | Gemahlin von König Karl V., hier nur die Eingeweide | ehemals im Kloster der Zölestiner in Paris |
| Isabelle von Valois                                         | 1378                | Tochter von König Karl V. | |
| Maria von Kastilien                                         | 1379                | Schwägerin von Philipp VI. | Doppelgrab mit Karl II., Graf von Alençon, ehemals im Jakobinerkloster in Paris |
| Karl V.                                                     | 1380                | | von Karl V. 1364 mit weiteren Grabdenkmälern bei André Beauneveu in Auftrag gegeben |
| Bertrand du Guesclin                                        | 1380                | Feldherr unter Karl V. | von hoher künstlerischer Qualität |
| Margarethe, Gräfin von Flandern                             | 1382                | Tochter von König Philipp V. | [ 10 ] |
| Beatrice de Bourbon                                         | 1383                | | [ 10 ] |
| Prinzessin Blanche, Herzogin von Orléans                    | 1392                | Tochter von König Karl IV. | Skulptur von Robert Loisel, Schüler von Jean de Liège |
| Leon VI. von Armenien                                       | 1393                | Asyl in Frankreich | ehemals im Kloster der Zölestiner in Paris |
| Blanka von Navarra                                          | 1398                | zweite Gemahlin von König Philipp VI. | Doppelgrab mit ihrer Tochter Johanna (gest. 1371) |
| Marie de Bourbon                                            | 1401                | | ehemals im Dominikanerinnenkloster St-Louis in Poissy |
| Louis de Sancerre                                           | 1402                | Feldherr unter Karl V. | von künstlerischer Qualität |
| Louis de Valois, duc d’Orléans                              | 1407                | Sohn von Karl V. | ehemals in einer Kapelle im Kloster der Zölestiner in Paris, Gemeinschaftsgrab mit Valentina Visconti, Charles de Valois, duc d’Orléans und Philippe de Vertus, 1502 von Ludwig XII. bei den Genueser Bildhauern Michele d’Aria, Girolamo di Viscardo, Donato di Battista Benti und Benedetto da Rovezzano beauftragt                                                                                    |
| Valentina Visconti                                          | 1408                | Gemahlin von Louis de Valois, Sohn von Karl V. | siehe den Kommentar bei Louis de Valois, duc d’Orléans |
| Philippe de Vertus                                          | 1420                | Enkel von Karl V. | siehe den Kommentar bei Louis de Valois, duc d’Orléans |
| Karl VI.                                                    | 1422                | | Doppelgrab mit Isabeau, von Pierre de Thury 1429 vollendet |
| Arnault Guilhem de Barbazan                                 | 1431                | Heerführer | |
| Isabeau                                                     | 1435                | Gemahlin von König Karl VI. | Doppelgrab mit Karl VI., von Pierre de Thury 1429 vollendet |
| Guillaume du Chastel                                        | 1441                | Ritter unter Karl VII. | [ 10 ] |
| Karl VII.                                                   | 1461                | | |
| Marie d’Anjou                                               | 1463                | Gemahlin von König Karl VII. | |
| Charles de Valois, duc d’Orléans                            | 1465                | Vater von Ludwig XII. | siehe den Kommentar bei Louis de Valois, duc d’Orléans |
| Karl VIII.                                                  | 1498                | | |
| Anne de Bretagne                                            | 1514                | Gemahlin von König Karl VIII. und von König Ludwig XII. | Doppelgrab mit Ludwig XII., siehe dort den Kommentar |
| Ludwig XII.                                                 | 1515                | | Doppelgrab mit Anne de Bretagne, von Franz I. gestiftet, 1517 begonnen und 1531 aufgestellt, entworfen vermutlich von Guido Mazzoni, gearbeitet von der Bildhauerfamilie Giusti aus Tours, von sehr hoher künstlerischer Qualität |
| Renée d’Orléans-Longueville                                 | 1515                | | ehemals im Kloster der Zölestiner in Paris, seit 1959 im Louvre |
| Claude von Valois                                           | 1524                | Gemahlin von König Franz I. | Grab mit Franz I., sowie Charlotte (gest. 1524) und Dauphin François, siehe den Kommentar bei Franz I. |
| Charlotte                                                   | 1524                | Tochter von König Franz I. | Grab mit Franz I. und Claude von Valois, sowie Dauphin François, siehe den Kommentar bei Franz I. |
| Louise, Prinzessin von Savoyen                              | 1531                | Mutter von König Franz I. | |
| Dauphin François                                            | 1536                | Sohn von König Franz I. | Grab mit Franz I. und Claude von Valois, sowie Charlotte (gest. 1524), siehe den Kommentar bei Franz I. |
| Karl, Herzog von Orléans                                    | 1545                | Sohn von König Franz I. | |
| Franz I.                                                    | 1547                | | Grab mit Claude von Valois, sowie Charlotte (gest. 1524) und Dauphin François, von Heinrich II. beauftragt, Entwurf von Philibert de l’Orme, Ausführung überwiegend Pierre Bontemps und teilweise François Carmoy, Aufstellung 1554–59, Meisterwerk der französischen Renaissance Zudem Grabdenkmal für das Herz, ehemals in Rambouillet, 1550–55 von Pierre Bontemps, von hoher künstlerischer Qualität |
| Louis de Bourbon-Vendôme                                    | 1557                | Kommendatarabt der Abtei St-Denis | nur die Säule mit Kapitell erhalten |
| Heinrich II.                                                | 1559                | | Doppelgrab mit Katharina von Medici, ehemals in der dafür errichteten Grabkapelle der Kathedrale, die 1719 abgerissen wurde, Entwurf von Francesco Primaticcio, Ausführung überwiegend Germain Pilon und Jacquio Ponce, von sehr hoher künstlerischer Qualität Sowie ein zweites Grabdenkmal für Heinrich II. und Katharina von Medici 1583 von Germain Pilon                                            |
| Franz II.                                                   | 1560                | | Säule für das Herz, ehemals im Kloster der Zölestiner, vermutlich von Jacquio Ponce |
| Karl IX.                                                    | 1574                | | |
| Marie Elisabeth von Valois                                  | 1578                | Tochter von König Karl IX. | |
| François, Herzog von Anjou                                  | 1584                | Sohn von König Heinrich II. | |
| Katharina von Medici                                        | 1589                | Gemahlin von König Heinrich II. | Doppelgrab mit Heinrich II., siehe dort den Kommentar |
| Heinrich III.                                               | 1589                | | Säule für das Herz, von Jean Pageot, 1633–35, bekrönende Vase Ende 16. Jhd., von einem anderen Denkmal |
| Luise von Lothringen-Vaudémont                              | 1601                | Gemahlin von König Heinrich III. | |
| Heinrich IV.                                                | 1610                | | |
| Nicolas, Herzog von Orléans                                 | 1611                | Sohn von König Heinrich IV. | |
| Margarete von Valois                                        | 1615                | erste Gemahlin von König Heinrich IV. | |
| Marie, Herzogin von Montpensier                             | 1627                | erste Gemahlin von Herzog Jean Baptiste Gaston von Anjou | |
| Maria von Medici                                            | 1642                | zweite Gemahlin von König Heinrich IV. | |
| Ludwig XIII.                                                | 1643                | | |
| Gaspard IV. de Coligny                                      | 1649                | Graf und Herzog | |
| Jean Baptiste Gaston, Herzog von Anjou und Orléans          | 1660                | Sohn von König Heinrich IV. | |
| Prinzessin Anna Elisabeth                                   | 1662                | Tochter von König Ludwig XIV. | |
| Prinzessin Marie Anne                                       | 1664                | Tochter von König Ludwig XIV. | |
| Anna von Österreich                                         | 1666                | Gemahlin von König Ludwig XIII. | |
| Henrietta Maria von Frankreich                              | 1669                | Gemahlin von König Karl I. von England | |
| Henriette Anna von England                                  | 1670                | erste Gemahlin von Philipp I., Herzog von Orléans | |
| Prinz Philippe Charles                                      | 1671                | Sohn von König Ludwig XIV. | |
| Prinzessin Marie-Thérèse                                    | 1672                | Tochter von König Ludwig XIV. | |
| Margarete von Lothringen                                    | 1672                | zweite Gemahlin von Herzog Jean Baptiste Gaston von Anjou | |
| Prinz Louis François                                        | 1672                | Sohn von König Ludwig XIV. | |
| Jean-François Paul de Gondi                                 | 1679                | Abt von St-Denis | Grab ohne Inschrift |
| Maria Teresa von Spanien                                    | 1683                | erste Gemahlin von König Ludwig XIV. | |
| Maria Anna von Bayern                                       | 1690                | erste Gemahlin von Ludwig, Dauphin von Frankreich | |
| Philipp I., Herzog von Orléans                              | 1701                | Sohn von König Ludwig XIII. | |
| Louis, Herzog der Bretagne                                  | 1705                | Bruder von König Ludwig XV. | |
| Ludwig, Dauphin                                             | 1711                | Sohn von König Ludwig XIV. | |
| Maria Adelaide von Savoyen                                  | 1712                | Gemahlin von Louis, Herzog von Burgund | |
| Ludwig, Herzog von Burgund                                  | 1712                | Sohn von Dauphin Ludwig | |
| Louis, Herzog der Bretagne                                  | 1712                | Sohn von Herzog Ludwig von Burgund | |
| Charles, Herzog von Berry                                   | 1714                | Sohn von Dauphin Ludwig | |
| Ludwig XIV.                                                 | 1715                | | |
| Marie Louise Élisabeth d’Orléans                            | 1719                | Gemahlin von Charles, Herzog von Berry | |
| Elisabeth Charlotte von der Pfalz (Liselotte von der Pfalz) | 1722                | zweite Gemahlin von Philipp I., Herzog von Orléans | |
| Prinzessin Marie Louise                                     | 1733                | Tochter von König Ludwig XV. | |
| Philippe Louis, Herzog von Anjou                            | 1733                | Sohn von König Ludwig XV. | |
| Prinzessin Thérèse Félicité                                 | 1744                | Tochter von König Ludwig XV. | |
| Prinzessin Marie Thérèse                                    | 1748                | Schwester von König Ludwig XVI. | |
| Prinzessin Marie Thérèse                                    | 1752                | Tochter von König Ludwig XV. | |
| eine unbenannte Prinzessin                                  | 1752                | Schwester von König Ludwig XVI. | |
| Xavier Marie, Herzog von Aquitanien                         | 1754                | Bruder von König Ludwig XVI. | |
| Prinzessin Marie Zéphyrine                                  | 1755                | Schwester von König Ludwig XVI. | |
| Louise Elisabeth, Herzogin von Parma                        | 1759                | Tochter von König Ludwig XV. | |
| Louis Joseph, Herzog von Burgund                            | 1761                | Bruder von König Ludwig XVI. | |
| Maria Leszczyńska                                           | 1768                | Gemahlin von König Ludwig XV. | |
| Ludwig XV.                                                  | 1774                | | |
| Prinzessin Sophie Philippine                                | 1782                | Tochter von König Ludwig XV. | |
| Prinzessin Marie Thérèse                                    | 1783                | Tochter von König Karl X. | |
| Prinzessin Sophie                                           | 1783                | Tochter von König Karl X. | |
| Prinzessin Sophie Hélène Beatrice von Frankreich            | 1787                | Tochter von König Ludwig XVI. | |
| Prinzessin Louise Marie                                     | 1787                | Tochter von König Ludwig XV. | |
| Prinz Ludwig                                                | 1789                | Sohn von König Ludwig XVI. | |
| Marie-Antoinette von Österreich                             | 1793                | Gemahlin von König Ludwig XVI. | |
| Ludwig XVII.                                                | 1795                | | |
| Prinzessin Victoire Louise                                  | 1799                | Tochter von König Ludwig XV. | |
| Prinzessin Marie Adelaide                                   | 1800                | Tochter von König Ludwig XV. | |
| Prinzessin Louise Isabelle von Artois                       | 1817                | Tochter von Karl Ferdinand, Herzog von Berry | |
| Ludwig Joseph von Bourbon, Prince de Condé                  | 1818                | Urenkel von König Ludwig XIV. | |
| Prinz Ludwig von Artois                                     | 1818                | Sohn von Karl Ferdinand, Herzog von Berry | |
| Karl Ferdinand, Herzog von Berry                            | 1820                | Sohn von König Karl X. | |
| Ludwig XVIII.                                               | 1824                | | |
| Ludwig Heinrich Joseph von Bourbon, Prince de Condé         | 1830                | Sohn von Ludwig Joseph von Bourbon | |

## Orgeln

### Hauptorgel

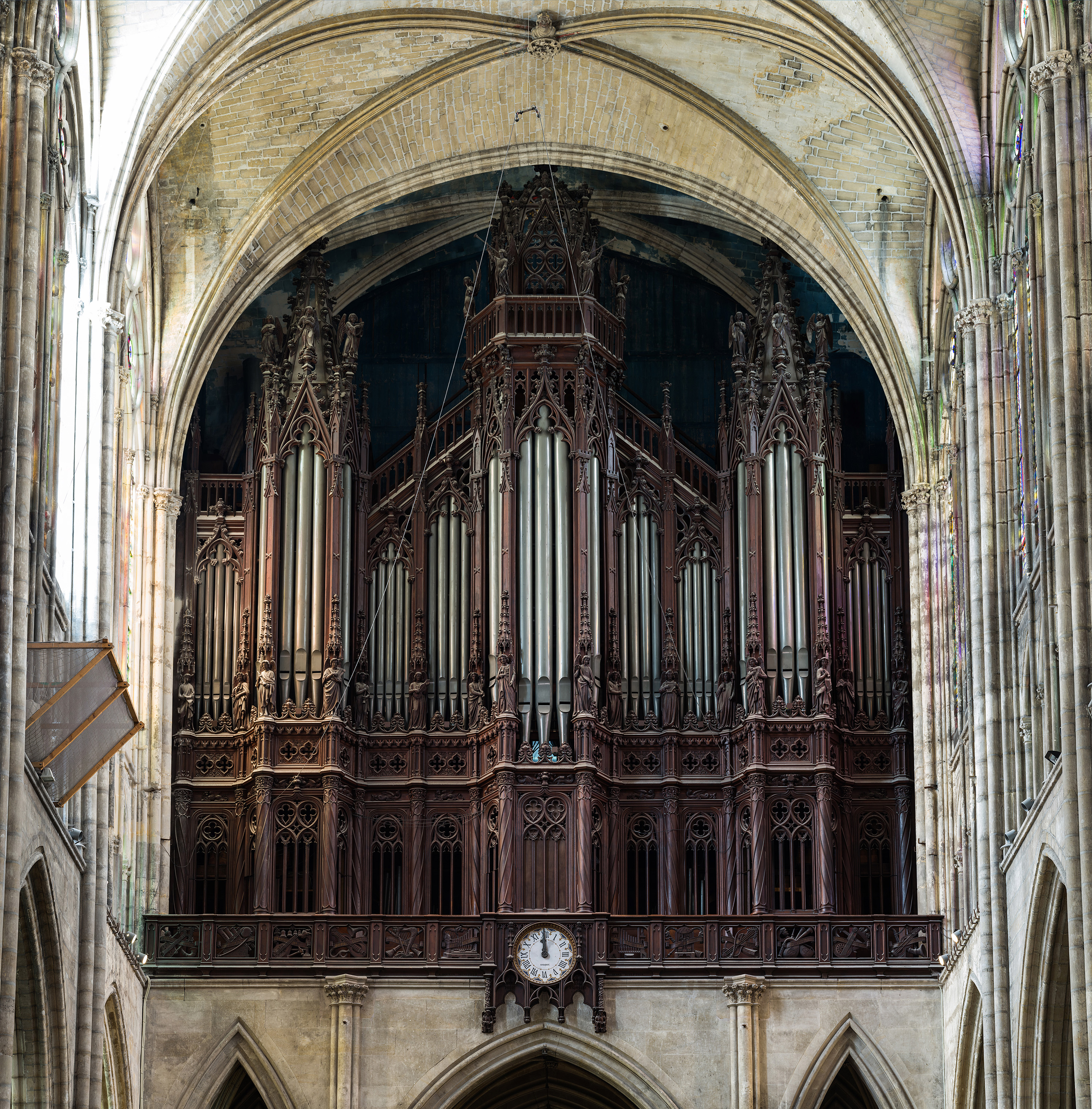
Cavaillé-Coll-Orgel von 1841

Eine erste Orgel gab es gesicherten Quellen zufolge bereits im Jahre 1506. Das Instrument wurde 1604 durch einen Neubau des Orgelbauers Jean Carlier (Laon) ersetzt. In den Jahren 1690 bis 1700 wurde das Instrument dann durch einen weiteren Neubau mit 50 Registern auf vier Manualwerken und Pedal ersetzt. Das Instrument ging in den Wirren der französischen Revolution verloren.
Die heutige Orgel auf der Westempore wurde zwischen 1834 und 1840 von dem Orgelbauer Aristide Cavaillé-Coll erbaut und am 21. September 1841 eingeweiht. Cavaillé-Coll war als Sieger aus einem Wettbewerb gegen Érard, Dallery, Abbey und Callinet hervorgegangen. Es ist die erste Orgel, bei der er eine Barkermaschine verwendete. Im Positif finden sich erstmals doppelte Ventilkästen. Wie in seinen anderen frühen Werken finden sich viele überblasende Register in allen Manualen, jedoch fast keine Streicher. Das Pedal war als ravalement bis zum F1 ausgebaut, bis Charles Mutin dies 1901 beseitigte und stattdessen zwei voll ausgebaute 32′-Register einbaute. Das Orgelgehäuse wurde von dem Architekten François Debret entworfen.
Die Orgel ist nahezu im Originalzustand erhalten und zählt zu den bedeutendsten Instrumenten Frankreichs. 1983 bis 1987 erfolgte eine Restaurierung durch Gonzalez (Mechanik) sowie Boisseaux/Cattiaux (Pfeifenwerk); weitere Arbeiten an Mechanik, Barkermaschine des Pedals, Balganlage, Stimmung und Disposition wurden zwischen 1988 und 1999 durch Bernard Dargassies vorgenommen. Im März 2019 richtete ein – später verurteilter – Metalldieb einen erheblichen Schaden, der aber alsbald repariert werden konnte, an der Orgel an.
Die Orgel hat 69 Register auf drei Manualen und Pedal.
| I Positif C–f3 |                  |         |     |
| 1.             | Bourdon          | 16′     |     |
| 2.             | Montre           | 08′     | (M) |
| 3.             | Bourdon          | 08′     |     |
| 4.             | Flûte harmonique | 08′     |     |
| 5.             | Prestant         | 04′     |     |
| 6.             | Flûte octaviante | 04′     | (B) |
| 7.             | Flûte            | 04′     | (B) |
| 8.             | Nasard           | 02 ⁄3′  |     |
| 9.             | Doublette        | 02′     |     |
| 10.            | Flageolet        | 02′     |     |
| 11.            | Tierce           | 01 3⁄5′ |     |
| 12.            | Fourniture IV    | 01 ⁄3′  |     |
| 13.            | Cymbale IV       | 0 2⁄3′  |     |
| 14.            | Trompette        | 08′     |     |
| 15.            | Cor-Hautbois     | 08′     |     |
| 16.            | Cromorne         | 08′     |     |
| 17.            | Clairon          | 04′     |     |

| II Grand Orgue C–f3 |                           |        |     |
| 18.                 | Montre (ab c0)            | 32′    |     |
| 19.                 | Montre                    | 16′    |     |
| 20.                 | Bourdon                   | 16′    |     |
| 21.                 | Montre                    | 08′    |     |
| 22.                 | Bourdon                   | 08′    |     |
| 23.                 | Flûte traversière (ab c1) | 08′    |     |
| 24.                 | Flûte cônique (ab c1)     | 08′    | (C) |
| 25.                 | Viole                     | 08′    |     |
| 26.                 | Prestant                  | 04′    |     |
| 27.                 | Flûte                     | 04′    |     |
| 28.                 | Nasard                    | 02 ⁄3′ |     |
| 29.                 | Doublette                 | 02′    |     |
| 30.                 | Grande Fourniture III     | 02 ⁄3′ |     |
| 31.                 | Petite Fourniture III     | 01'    |     |
| 32.                 | Grande Cymbale III        | 0 1⁄3′ |     |
| 33.                 | Petite Cymbale III        | 0 1⁄2′ |     |
| 34.                 | 1ère Trompette            | 08′    |     |
| 35.                 | 2ème Trompette            | 08′    | (B) |
| 36.                 | Cor anglais - Basson      | 08′    |     |
| 37.                 | Clairon                   | 04′    | (M) |

| II Bombarde C–f3 |                   |        |     |
| 38.              | Bourdon           | 16′    |     |
| 39.              | Flûte             | 08′    |     |
| 40.              | Bourdon           | 08′    |     |
| 41.              | Flûte octaviante0 | 04′    |     |
| 42.              | Nasard            | 02 ⁄3′ |     |
| 43.              | Doublette         | 02′    |     |
| 44.              | Cornet V (ab c1)  | 08'    | (M) |
| 45.              | Bombarde          | 16′    |     |
| 46.              | 1ère Trompette    | 08′    |     |
| 47.              | 2ème Trompette    | 08′    |     |
| 48.              | 1er Clairon       | 04′    |     |
| 49.              | 2ème Clairon      | 04′    |     |

| III Récit expressif C–f3 |                   |        |     |
| 50.                      | Flûte traversière | 08′    |     |
| 51.                      | Bourdon           | 08′    | (B) |
| 52.                      | Flûte octaviante  | 04′    |     |
| 53.                      | Nasard            | 02 ⁄3′ | (B) |
| 54.                      | Octavin           | 02′    |     |
| 55.                      | Trompette         | 08′    |     |
| 56.                      | Voix humaine      | 08′    | (B) |
| 57.                      | Clairon           | 04′    |     |
|                          | Tremblant         |        |     |

| Pédale C–f1 |                |         |     |
| 58.         | Flûte          | 32′     | (M) |
| 59.         | Flûte          | 16′     |     |
| 60.         | Flûte          | 08′     |     |
| 61.         | Violoncelle    | 08′     | (M) |
| 62.         | Flûte          | 04′     |     |
| 63.         | Quinte         | 05 1⁄3′ | (M) |
| 64.         | Grande Tierce  | 03 1⁄5′ | (M) |
| 65.         | Contrebombarde | 32′     | (M) |
| 66.         | Bombarde       | 16′     | (M) |
| 67.         | Trompette      | 08′     | (M) |
| 68.         | Basson         | 08′     | (M) |
| 69.         | Clairon        | 04′     | (M) |

- Koppeln: Tirasse Grand-Orgue, Copula Positif/II, Copula Récit/II.
- Spielhilfen: Anches Pédale, Anches Positif, Appel Grand-Orgue/II, Appel Bombarde/II. Löffeltrittschweller für III. Manual.
- Anmerkungen:

(C) = Register von Cavaillé-Coll, 1857
(M) = Register von Mutin, 1902–1903.
(B) = Register von Boisseau/Cattiaux, 1983–1987.
1. ↑  Im Schwellkasten.
2. ↑  Pfeifenwerk bis c1.
3. ↑  Pfeifen C-E von Mutin.

Titularorganisten der Basilika:
| von  | bis  | Name                  |
| ---- | ---- | --------------------- |
| 1840 | 1866 | Prosper-Charles Simon |
| 1866 | 1870 | Delahaye              |
| 1870 | 1896 | vakant                |
| 1896 | 1937 | H. Libert             |

| von  | bis  | Name               |
| ---- | ---- | ------------------ |
| 1937 | 1977 | H. Heurtel         |
| 1977 | 1987 | vakant             |
| 1987 | 2018 | Pierre Pincemaille |
| 2018 |      | Quentin Guerillot  |

### Chororgel

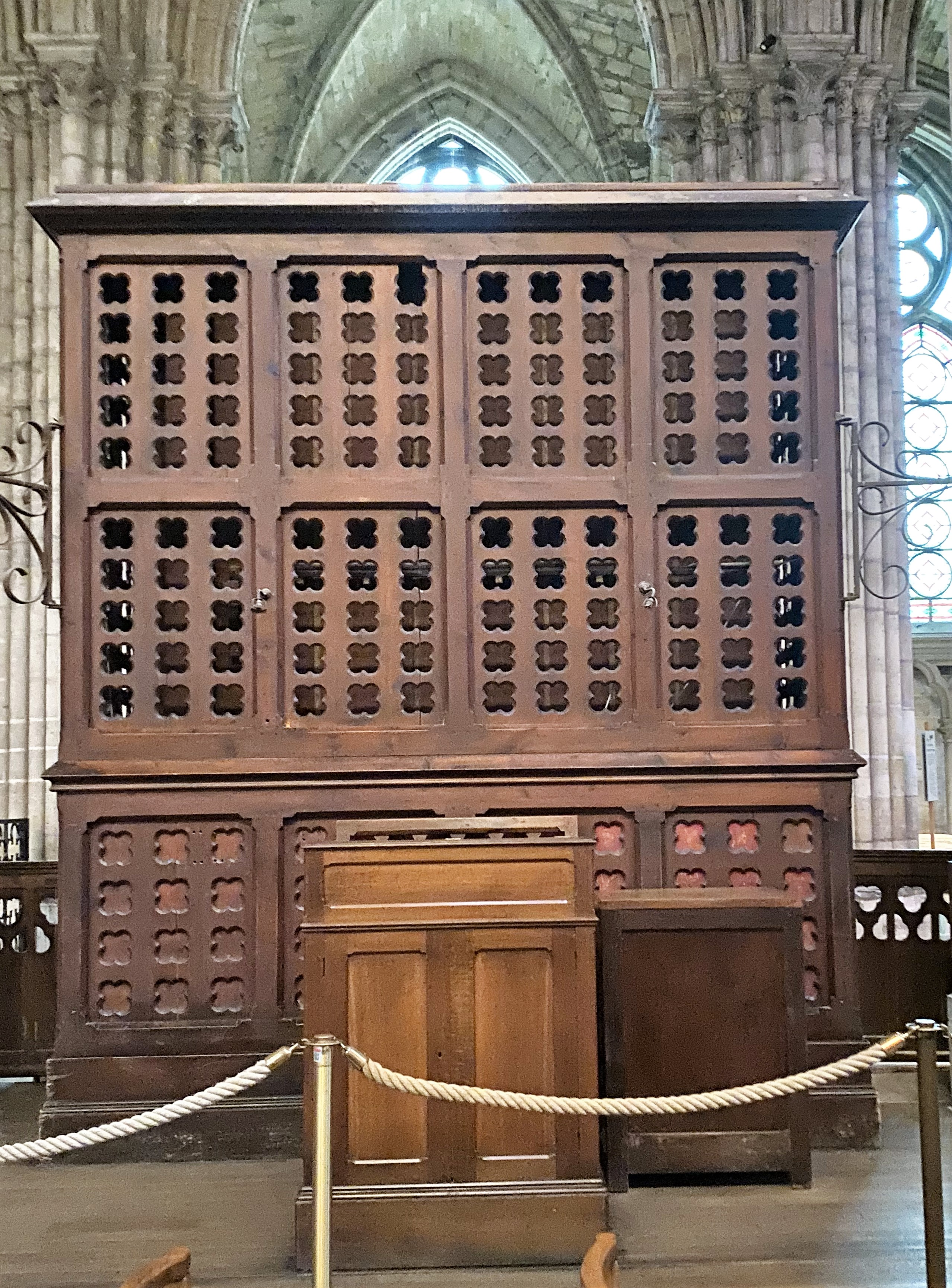
Chororgel

Bei der Chororgel, welche sich ebenerdig im Langhaus befindet, handelt es sich um ein 1860 durch Aristide Cavaillé-Coll errichtetes Instrument mit 8 Registern auf zwei Manualen und Pedal. Die Disposition ist wie folgt:
| I Grand Orgue C–f3 |           |    |
| 1.                 | Bourdon   | 8′ |
| 2.                 | Gambe     | 8′ |
| 3.                 | Dulcine   | 4′ |
| 4.                 | Trompette | 8′ |

| II Récit expressif C–f3 |                    |    |
| 5.                      | Flûte harmonique   | 8′ |
| 6.                      | Prestant           | 4′ |
| 7.                      | Doublette          | 2′ |
| 8.                      | Hautbois (Diskant) | 8′ |

| Pédale C–g0 |                        |
|             | keine eigenen Register |

- Koppeln: II/I, I/P, II/P

## Äbte von Saint-Denis
| Abbatiat  | Name                                      | Todesdatum     | Anmerkungen                                                                                                  |
| --------- | ----------------------------------------- | -------------- | --- |
| um 627    | Dodon                                     |                | |
| 632       | Chunauld                                  |                | |
|           | Aigulphe                                  |                | |
| 647       | Wandebercht                               |                | |
| 678       | Charderic                                 |                | |
| 690       | Chainon                                   |                | |
| 709       | Dalfinus                                  |                | |
| 710–716   | Chillardus                                |                | |
| 717       | Turnoaldus                                |                | Bischof von Paris, „custos“ von St-Denis                                                                     |
|           | Hugo I.                                   |                | |
| 723 ?     | Berthoaldus                               |                | |
| 726       | Godobaldus                                |                | |
|           | Amalbertus                                |                | |
| 750–784   | Fulrad                                    |                | |
| 784–793   | Maginaire                                 |                | |
| 793       | Fardulf                                   |                | |
| 805–814   | Waldo von Reichenau                       |                | |
| 814–840   | Hilduin                                   |                | |
|           | Ludwig                                    | 867            | Enkel Karls des Großen, Erzkanzler (Rorgoniden)                                                              |
| 867       | Karl der Kahle                            |                | |
| 878–886   | Gauzlin                                   | 886            | Halbbruder Ludwigs, Erzkanzler (Rorgoniden)                                                                  |
|           | Ebalus                                    | 2. Oktober 892 | Sohn des Herzogs Ranulf I. von Aquitanien (Ramnulfiden)                                                      |
| 893       | Odo II. von Paris                         |                | |
| 903       | Robert I.                                 | 923            | Kapetinger                                                                                                   |
| 923       | Hugo II.                                  |                | |
| 956       | Hugo III.                                 |                | |
|           | Goslin II.                                |                | |
|           | Gérard                                    |                | |
| 980       | Robert II.                                |                | |
| 994       | Odilon                                    |                | |
| 998       | Vivien                                    |                | |
| 1049–1062 | Hugo IV.                                  |                | |
| 1067      | Raynier                                   |                | |
| 1071      | Wilhelm I.                                |                | |
| 1075–1095 | Ivo I.                                    |                | |
| 1099–1122 | Adam                                      |                | |
| 1122–1151 | Suger                                     | 1151           | |
| 1151–1162 | Odo II. von Deuil                         | 1162           | |
| 1162–1169 | Odo III. de Taverny                       |                | |
| 1169      | Ivo II.                                   |                | |
| 1173–1186 | Wilhelm II. von Mire                      |                | |
| 1189      | Hugues de Juilly                          | 1197           | 1186 Prior, (Todesdatum siehe Stammliste der Montmorency)                                                    |
| 1197      | Hugo VI. du Milan                         |                | |
| 1204      | Heinrich I. Troon                         |                | |
| 1221–1229 | Pierre d'Auteuil                          |                | |
| 1229–1245 | Odo IV. de Clément                        |                | Clément du Mez                                                                                               |
| um 1248 ? | Guillaume III. de Macouris                |                | Charta von 1248                                                                                              |
| 1254–1258 | Heinrich II. Mallet                       |                | |
| 1258–1286 | Matthäus von Vendôme (Mathieu de Vendôme) | 1286           | Initiator der Grandes Chroniques de France, Gründer des Collège des Charités Saint-Denis (vor 1270) in Paris |
| 1286      | Renaud de Giffard                         |                | |
| 1304–1325 | Gilles de Pontoise                        |                | Erzkaplan Philipps IV.                                                                                       |
| 1326      | Guy I. de Châtres près d'Arpajon          |                | |
| 1343      | Gilles II. Rigaut                         |                | |
| 1351      | Gauthier II. de Pontoise                  |                | |
| 1354      | Robert III. de Fontenay                   |                | |
| 1363–1393 | Guy II. de Monceaux                       |                | |
| 1393–1398 | Philippe de Villette                      |                | |
| 1418      | Jean 1. de Borbon                         |                | |
| 1431      | Guillaume IV. Farréchal                   |                | |
| 1442      | Philippe II. de Gamaches                  |                | |
| 1464      | Jean II. Geoffroy                         |                | Bischof von Arras, Kardinal                                                                                  |
| 1474      | Jean III. de Villiers                     |                | Bischof von Lombez, Kardinal                                                                                 |
| 1499      | Antoine de la Haye                        |                | |
| 1505      | Pierre II. de Gouffier                    |                | |
| 1517      | Eymard de Gouffier                        |                | |
| 1519–1545 | Jean d'Orimont                            |                | |
| 1529      | Louis I. de Lorraine-Guise                |                | Kardinal von Bourbon                                                                                         |
| 1557      | Charles de Lorraine-Guise                 |                | Kardinal von Lothringen                                                                                      |
| 1574      | Louis II. de Lorraine-Guise               |                | Kardinal von Guise                                                                                           |
| 1589      | Charles de Bourbon                        |                | Kardinal von Vendôme                                                                                         |
| 1594      | Louis III. de Lorraine-Guise              |                | |
| 1622      | Henri II. de Lorraine                     |                | |
| 1642      | Armand de Bourbon                         |                | Prince de Conti                                                                                              |
| 1654      | Jules Mazarin                             |                | |
| 1662 – ?  | Jean-François Paul de Gondi               | 1679           | |

## Rezeption

### Saint-Denis als erster Bau der Gotik
St-Denis gilt traditionellerweise als Gründungsbau der Gotik. Hier tritt zwar zum ersten Mal der sichtbare Teil der Außenmauer hinter vorgelagerten Dekorationen zurück, diese Tendenzen zeigten sich aber auch schon in der Spätphase der Romanik. Deshalb werden diese Baubestandteile der Kathedrale zum Teil in der Forschung noch nicht als gotisch angesehen.
Umstritten ist auch mit welcher Kirche die Gotik begann. Mögliche Optionen wären St-Denis, St-Martin-des-Champs und St-Etienne in Sens.

### Licht
Durch das neue gotische Stützsystem ergaben sich auch in Bodenhöhe große Fenster. Die Innensäulen des Chores sind so angeordnet, dass sie das Licht möglichst ungehindert einströmen lassen und sich auf den Mittelpunkt des Chores ausrichten, wo der Altar steht. Hier war das Zentrum der christlichen Liturgie und hier konzentrierte sich auch das einströmende Licht, Symbol für die erwartete Wiederkunft Christi.
Das Licht galt in der damaligen Theologie als die unmittelbare Erscheinung des Göttlichen – daher auch die reichhaltige Verwendung von lichtbrechenden Edelsteinen bei den liturgischen Gerätschaften.
In der gotischen Architektur wird das Licht zum wesentlichen Konstruktionsprinzip der ganzen Kathedrale. Es kommt nicht später hinzu, es bestimmt die Konzeption des Bauwerks von vornherein. Das gotische Fenster ersetzt das romanische Fenster und zugleich die romanische Wand.
Technische Erfindungen spielen ebenfalls eine Rolle: Im 10. Jahrhundert hatte man die Technik erfunden, Glasteile in Bleistege zu fassen. Dadurch wurde das Gewicht geringer, die dünnen Bleiruten konnten beliebig gebogen werden und erlaubten eine freiere Gestaltung der Glasfenster.

### Zahlenverhältnisse
Zahlenverhältnisse repräsentieren die göttliche Ordnung. Das Langhaus ist unterteilt in eine gleichförmige Abfolge von Jochen mit jeweils einem Kreuzrippengewölbe. Zu jedem Mittelschifffeld gehören ein südliches und ein nördliches Seitenschifffeld. Die Maßeinheit für den gesamten Bau ist das Vierungsquadrat im Seitenverhältnis von 1:1. Jeweils zwei Mittelschiffjoche bilden ein Vierungsquadrat, jedes Mittelschiffjoch ist doppelt so groß wie ein Seitenschiffjoch, beide stehen also im Verhältnis 1:2. Auch im Wandaufbau lassen sich solche einfachen geometrischen Verhältnisse nachweisen. Das Quadrat mit seinem vollkommenen Zahlenverhältnis von 1:1 war im 12. Jahrhundert das geometrische Abbild der Gottheit.
Solche geometrischen Maßverhältnisse wurden ganz allgemein als solche Abbilder des Gottesreiches auf Erden angesehen, wie man es sich damals vorstellte. Nicht umsonst waren im frühen Mittelalter die Baumeister meistens Theologen, die bautechnisch wenig gebildet waren. Das änderte sich erst ab ca. 1250, als geschulte Fachleute die Bauführung übernahmen.
Im Bauhüttenbuch des picardischen Architekten Villard de Honnecourt von 1225 bis 1235 sind geometrische Maßverhältnisse als Grundlage der Konstruktion gotischer Kathedralen niedergelegt. Man stellte sich die göttliche Schöpfung nach den Verhältnissen der Geometrie vor und der mittelalterliche Architekt unterwarf sich diesem Prinzip seines vermeintlichen göttlichen Lehrmeisters.
In Villards Musterbuch werden nicht nur die geometrischen Regeln der gotischen Architektur dargelegt, sondern auch die Ästhetik der ‚musikalischen‘ Verhältnisse, die den Intervallen der vollkommenen Akkorde entsprechen.
„So verhalten sich die Länge der Kirche zum Querhaus wie die Quinte (2:3). Die Oktave (1:2) bestimmt das Verhältnis zwischen Haupt- und Seitenschiff, Länge und Breite des Querhauses und des Aufrisses. Das Verhältnis 3:4 im Chor lässt die Quarte anklingen, das Verhältnis 4:5 von Hauptschiff und Seitenschiffen zusammengenommen entspricht der Terz, während die Vierung, ästhetisch das Zentrum der Kirche, auf dem Verhältnis des Einklangs, 1:1, beruht, dem vollkommensten der Akkorde.“
Die Zahlenverhältnisse von 1:1, der Oktave 1:2, der Quinte 2:3 und der Quarte 3:4 bestimmten den Aufbau der Kathedrale innen und außen und waren auch die Grundlage der damaligen Musik. In solchen Verhältnissen sah man die geordnete göttliche Welt realisiert. Der heilige Augustin stellte Musik und Architektur als „Schwestern der Zahl“ zusammen über die anderen Künste.

### Diaphane Struktur der Kathedrale
Hans Jantzen hat 1927 für dieses Phänomen den in der Kunstgeschichte bekannt gewordenen Begriff einer „diaphanen Struktur“ geprägt. Er verwies darauf, dass es in der gotischen Lichtführung und auch in der Konstruktion der Wand darauf ankam, gleichsam zwei Schichten hintereinander zu setzen: eine sehr plastisch geformte, bedeutungsgeladene vordere Schicht und eine optische Raumschale dahinter, die wie eine Grundfläche wirkte, vor der die vordere Schicht sich abhebt. Und diesem Prinzip entsprachen auch die immer größer werdenden Fenster. Bei ihnen war das „Durchscheinende“ allein schon durch das Licht gegeben, bei der Wand musste dieser Effekt durch die Raumschale dahinter erst konstruiert werden.
Jantzen sieht „das Verhältnis der körperplastisch geformten Wand zu den dahinterliegenden Raumteilen als Verhältnis zwischen Körper und Grund. Das heißt: die Wand als Begrenzung des gesamten Langhausinnern ist nicht ohne den Raumgrund faßbar […] Der Raumgrund selbst zeigt sich als optische Zone, die der Wand gleichsam hinterlegt ist. Im Terminus ‚Hinterlegung‘ spricht sich der Charakter der Bezogenheit vom Wandkörper zum Raumgrund aus. So will also der Begriff der diaphanen Struktur besagen, dass verschiedenartige Raumteile, die hinter dem Wandkörper (als Grenze des Hochschiffs) liegen, in ihrer Funktion als pure optische Erscheinung in die Stilbildung der Hochschiffwand eingreifen.“
Nach seiner Theorie ist das Mittelschiff in seiner ganzen Höhe von einer Raumschale mit verschiedener Tiefenschichtung umgeben, bei basilikalem Querschnitt in jedem Geschoss anders, doch werde jeweils das Prinzip der Zweischaligkeit gewahrt.
Es ging nicht um Helligkeit allein, sondern darum, eine gestaltete Fläche durchscheinend zu machen. Und genau dieser Funktion dienen nach Jantzens Auffassung auch das Triforium und die Empore. Beide sorgen dafür, dass sich ein Zwei-Schalen-System in der gotischen Mauer entwickelt. Eine vordere Wand wird wie ein Dia auf dem Hintergrund einer hinteren Raumschale transparent gemacht. Das Prinzip dieses „Diaphanen“ ist aus dem Kern des kultischen Vorgangs selbst zu deuten, der sich in der Kathedrale während des Gottesdienstes abspielt. In einem Paradox wird der Raum zum Symbol eines raumlosen, eines geistigen Zustandes.
Mit dem durchlichteten Triforium konnte endlich fast die gesamte Außenwand des Raumes gleichsam in Licht und Farbe aufgelöst werden. Es entstand dadurch eine ausdrucksstarke, expressive durchleuchtete Bildwand – denn zwischen das obere Fenstergeschoss und das untere Arkadengeschoss, das von den Seitenschiffwänden her Licht einströmen ließ, kam jetzt als letztes, als drittes Glied das durchlichtete Triforium. Die gotische Tendenz zur Auflösung der Mauer und ihre Verwandlung in einen Lichtträger haben hier einen ersten Höhepunkt gefunden. Die Fenster der Kirche wurden allerdings 1793 weitgehend zerstört. Einige davon wurden 1848 von Viollet-le-Duc restauriert, Bruchteile und vollständige Fenster finden sich in Kirchen und Sammlungen in ganz Europa.
Die trägen Mauermassen der Romanik sind belebt worden, die Spannung des Raumes gesteigert und der gesamte Bau in ein System intensiver Bildwelten verwandelt.

### Deutungen der Fassade
Das Portal gleicht einer großen Toreinfahrt. Diese wird als symbolischer Eingang in das himmlische Jerusalem gedeutet, welches die Kathedrale repräsentieren soll. Der Torcharakter des Portals wird unterstützt durch das Motiv des Jüngsten Gerichts im Tympanon des Mittelportals. „Die Portale großer Kirchen dienten im Mittelalter als Gerichtsstätte, deswegen wurden die Bogenfelder oft mit Darstellungen des Jüngsten Gerichtes geschmückt […] Aber auch die Deutung der Kirche als Abbild des Himmlischen Jerusalem erfordert das Durchschreiten des göttlichen Gerichts.“ Aus diesem Grund sollen auch die Figurenplastiken an den Portalseiten die Könige Israels darstellen.